# Allemagne aux Jeux olympiques d'été de 2024
L'Allemagne participe aux Jeux olympiques de 2024 à Paris. Il s'agit de sa 18e participation à des Jeux olympiques d'été.
Le joueur de basket-ball Dennis Schröder et la judokate Anna-Maria Wagner sont nommés porte-drapeaux de la délégation allemande le 23 juillet 2024.

## Nombre d’athlètes qualifiés par sport
Voici la liste des qualifiés et sélectionnés allemands par sport (remplaçants compris) :
| Sport                                            | Hommes | Femmes | Total |
| ------------------------------------------------ | ------ | ------ | ----- |
| Athlétisme                                       | 42     | 37     | 79    |
| Aviron                                           | 18     | 5      | 23    |
| Badminton                                        | 3      | 1      | 4     |
| Basket-ball                                      | 12     | 16     | 28    |
| Boxe                                             | 1      | 1      | 2     |
| Canoë-kayak                                      | 12     | 12     | 24    |
| Cyclisme                                         | 12     | 13     | 25    |
| Équitation                                       | 6      | 3      | 9     |
| Escalade                                         | 2      | 1      | 3     |
| Escrime                                          | 1      | 1      | 2     |
| Football                                         | 0      | 18     | 18    |
| Golf                                             | 2      | 2      | 4     |
| Gymnastique                                      | 6      | 10     | 16    |
| Handball                                         | 14     | 14     | 28    |
| Hockey sur gazon                                 | 16     | 16     | 32    |
| Judo                                             | 4      | 6      | 10    |
| Lutte                                            | 3      | 4      | 7     |
| Sports aquatiques • Natation sportive • Plongeon | 15 4   | 10 5   | 25 9  |
| Pentathlon moderne                               | 2      | 2      | 4     |
| Skateboard                                       | 1      | 1      | 2     |
| Surf                                             | 1      | 1      | 2     |
| Taekwondo                                        | 0      | 1      | 1     |
| Tennis                                           | 6      | 4      | 10    |
| Tennis de table                                  | 3      | 3      | 6     |
| Tir                                              | 5      | 8      | 13    |
| Tir à l'arc                                      | 1      | 3      | 4     |
| Triathlon                                        | 3      | 3      | 6     |
| Voile                                            | 7      | 7      | 14    |
| Volley-ball                                      | 14     | 4      | 18    |
| Total                                            | 216    | 212    | 428   |

## Bilan général
| Place | Sport            | Médaille d'or, Jeux olympiques | Médaille d'argent, Jeux olympiques | Médaille de bronze, Jeux olympiques | Total | Rang pays |
| ----- | ---------------- | ------------------------------ | ---------------------------------- | ----------------------------------- | ----- | --------- |
| 1     | Équitation       | 4                              | 1                                  | 0                                   | 5     | 1er       |
| 2     | Canoë-kayak      | 2                              | 2                                  | 2                                   | 6     | 3e        |
| 3     | Athlétisme       | 1                              | 2                                  | 1                                   | 4     | 11e       |
| 4     | Natation         | 1                              | 1                                  | 1                                   | 3     | 10e       |
| 5     | Aviron           | 1                              | 0                                  | 1                                   | 2     | 5e        |
| 6     | Basket-ball      | 1                              | 0                                  | 0                                   | 1     | 2e        |
| 6     | Gymnastique      | 1                              | 0                                  | 0                                   | 1     | 10e       |
| 6     | Triathlon        | 1                              | 0                                  | 0                                   | 1     | 3e        |
| 9     | Cyclisme         | 0                              | 1                                  | 1                                   | 2     | 12e       |
| 10    | Beach-volley     | 0                              | 1                                  | 0                                   | 1     | 2e        |
| 10    | Golf             | 0                              | 1                                  | 0                                   | 1     | 2e        |
| 10    | Handball         | 0                              | 1                                  | 0                                   | 1     | 3e        |
| 10    | Hockey sur gazon | 0                              | 1                                  | 0                                   | 1     | 2e        |
| 10    | Judo             | 0                              | 1                                  | 0                                   | 1     | 15e       |
| 10    | Tir à l'arc      | 0                              | 1                                  | 0                                   | 1     | 4e        |
| 16    | Boxe             | 0                              | 0                                  | 1                                   | 1     | 20e       |
| 16    | Football         | 0                              | 0                                  | 1                                   | 1     | 3e        |
| Total | Total            | 12                             | 13                                 | 8                                   | 33    | 10e       |

| Jour       | Médaille d'or, Jeux olympiques | Médaille d'argent, Jeux olympiques | Médaille de bronze, Jeux olympiques | Total |
| ---------- | ------------------------------ | ---------------------------------- | ----------------------------------- | ----- |
| 26 juillet | 0                              | 0                                  | 0                                   | 0     |
| 27 juillet | 1                              | 0                                  | 0                                   | 1     |
| 28 juillet | 0                              | 0                                  | 0                                   | 0     |
| 29 juillet | 1                              | 0                                  | 0                                   | 1     |
| 30 juillet | 0                              | 0                                  | 0                                   | 0     |
| 31 juillet | 0                              | 2                                  | 2                                   | 4     |
| 1er août   | 0                              | 0                                  | 0                                   | 0     |
| 2 août     | 0                              | 1                                  | 0                                   | 1     |
| 3 août     | 2                              | 1                                  | 0                                   | 3     |
| 4 août     | 1                              | 1                                  | 0                                   | 2     |
| 5 août     | 2                              | 0                                  | 2                                   | 4     |
| 6 août     | 1                              | 0                                  | 0                                   | 1     |
| 7 août     | 0                              | 0                                  | 1                                   | 1     |
| 8 août     | 1                              | 3                                  | 0                                   | 4     |
| 9 août     | 3                              | 1                                  | 3                                   | 7     |
| 10 août    | 0                              | 2                                  | 0                                   | 2     |
| 11 août    | 0                              | 2                                  | 0                                   | 2     |
| Total      | 12                             | 13                                 | 8                                   | 33    |

| Sexe   | Médaille d'or, Jeux olympiques | Médaille d'argent, Jeux olympiques | Médaille de bronze, Jeux olympiques | Total |
| ------ | ------------------------------ | ---------------------------------- | ----------------------------------- | ----- |
| Hommes | 6                              | 5                                  | 2                                   | 13    |
| Femmes | 4                              | 7                                  | 6                                   | 17    |
| Mixte  | 2                              | 1                                  | 0                                   | 3     |
| Total  | 12                             | 13                                 | 8                                   | 33    |

## Médaillés
Légende
- Hommes
- Femmes
- Mixte

### Médailles d'or
| Sport                 | Discipline / Épreuve         | Discipline / Épreuve                          | Athlète(s)                                                              | Performance            | Date       |
| --------------------- | ---------------------------- | --------------------------------------------- | ----------------------------------------------------------------------- | ---------------------- | ---------- |
| Équitation            | Concours individuel          | Compétition masculine                         | Michael Jung                                                            | 21,8 points            | 29 juillet |
| Équitation            | Dressage par équipe          | Compétition mixte (hommes et femmes mélangés) | Jessica von Bredow-Werndl Frederic Wandres Isabell Werth                | 235,790 points         | 3 août     |
| Équitation            | Dressage individuel          | Compétition féminine                          | Jessica von Bredow-Werndl                                               | 90,093 points          | 4 août     |
| Équitation            | Saut d'obstacles individuel  | Compétition masculine                         | Christian Kukuk                                                         | 38 s 34                | 6 août     |
| Canoë-kayak           | K4 500 m                     | Compétition masculine                         | Max Rendschmidt Jacob Schopf Tom Liebscher Max Lemke                    | 1 min 19 s 80          | 8 août     |
| Canoë-kayak           | K2 500 m                     | Compétition masculine                         | Jacob Schopf Max Lemke                                                  | 1 min 26 s 87          | 9 août     |
| Natation              | 400 m nage libre             | Compétition masculine                         | Lukas Märtens                                                           | 3 min 41 s 78          | 27 juillet |
| Aviron                | Skiff                        | Compétition masculine                         | Oliver Zeidler                                                          | 6 min 37 s 57          | 3 août     |
| Triathlon             | Relais mixte                 | Compétition mixte (hommes et femmes mélangés) | Tim Hellwig Lisa Tertsch Lasse Lührs Laura Lindemann                    | 1 h 25 min 39 s        | 5 août     |
| Basket-ball           | Tournoi de basket-ball (3x3) | Compétition féminine                          | - Svenja Brunckhorst - Sonja Greinacher - Elisa Mevius - Marie Reichert | 17 - 16 contre Espagne | 5 août     |
| Gymnastique rythmique | Concours général individuel  | Compétition féminine                          | Darja Varfolomeev                                                       | 142,850 points         | 9 août     |
| Athlétisme            | Lancer du poids              | Compétition féminine                          | Yemisi Ogunleye                                                         | 20,00 m                | 9 août     |

### Médailles d'argent
| Sport                | Discipline / Épreuve | Discipline / Épreuve                          | Athlète(s) | Performance                  | Date       |
| -------------------- | -------------------- | --------------------------------------------- | --- | ---------------------------- | ---------- |
| Canoë-kayak          | C1 (slalom)          | Compétition féminine                          | Elena Lilik | 101 s 06                     | 31 juillet |
| Canoë-kayak          | K4 500 m             | Compétition féminine                          | Paulina Paszek Jule Hake Pauline Jagsch Sarah Brüßler | 1 h 32 min 62 s              | 8 août     |
| Athlétisme           | Décathlon            | Compétition masculine                         | Leo Neugebauer | 8748 points                  | 3 août     |
| Athlétisme           | Saut en longueur     | Compétition féminine                          | Malaika Mihambo | 6,98 m                       | 8 août     |
| Judo                 | Moins de 70 kg       | Compétition féminine                          | Miriam Butkereit | 00 - 01 contre Barbara Matić | 29 juillet |
| Tir à l'arc          | Mixte par équipe     | Compétition mixte (hommes et femmes mélangés) | Florian Unruh Michelle Kroppen | 0 - 6 contre KIm W-j LIm S-h | 2 août     |
| Équitation           | Dressage individuel  | Compétition féminine                          | Isabell Werth | 89,614 points                | 4 août     |
| Hockey sur gazon     | Tournoi              | Compétition masculine                         | - Jean Danneberg - Mats Grambusch - Tom Grambusch - Johannes Große - Malte Hellwig - Teo Hinrichs - Paul-Philipp Kaufmann - Moritz Ludwig - Marco Miltkau - Hannes Müller - Mathias Müller - Gonzalo Peillat - Thies Prinz - Christopher Rühr - Justus Weigand - Niklas Wellen - Lukas Windfeder - Martin Zwicker | 1 - 3 contre Pays-Bas        | 8 août     |
| Natation             | 10 km en eau libre   | Compétition masculine                         | Oliver Klemet | 1 h 50 min 32 s 54           | 9 août     |
| Golf                 | Tournoi              | Compétition féminine                          | Esther Henseleit | 280 points                   | 10 août    |
| Volley-ball de plage | Tournoi              | Compétition masculine                         | Nils Ehlers Clemens Wickler | 0 - 2 contre Åhman / Hellvig | 10 août    |
| Cyclisme sur piste   | Vitesse individuelle | Compétition féminine                          | Lea Sophie Friedrich | 0 - 2 contre Ellesse Andrews | 11 août    |
| Handball             | Tournoi              | Compétition masculine                         | - Rune Dahmke - Justus Fischer - Johannes Golla - Marko Grgić - Kai Häfner - Sebastian Heymann - Tim Hornke - Juri Knorr - Jannik Kohlbacher - Lukas Mertens - David Späth - Christoph Steinert - Renārs Uščins - Luca Witzke - Andreas Wolff                                                                     | 26 - 39 contre Danemark      | 11 août    |

### Médailles de bronze
| Sport              | Discipline / Épreuve         | Discipline / Épreuve  | Athlète(s) | Performance                   | Date       |
| ------------------ | ---------------------------- | --------------------- | --- | ----------------------------- | ---------- |
| Canoë-kayak        | Kayak cross (KX1)            | Compétition masculine | Noah Hegge |                               | 5 août     |
| Canoë-kayak        | K2 500 m                     | Compétition féminine  | Paulina Paszek Jule Hake | 1 min 39 s 36                 | 9 août     |
| Aviron             | Quatre de couple             | Compétition féminine  | Maren Völz Tabea Schendekehl Leonie Menzel Pia Greiten | 6 min 19 s 70                 | 31 juillet |
| Natation           | 1 500 m nage libre           | Compétition féminine  | Isabel Gose | 15 min 41 s 16                | 31 juillet |
| Cyclisme sur piste | Vitesse par équipe           | Compétition féminine  | Pauline Grabosch Emma Hinze Lea Sophie Friedrich | 45,644 points                 | 5 août     |
| Boxe               | Poids super-lourds (+ 92 kg) | Compétition masculine | Nelvie Tiafack | 0 - 5 contre Bakhodir Jalolov | 7 août     |
| Athlétisme         | Relais 4 × 100 m             | Compétition féminine  | Alexandra Burghardt Lisa Mayer Gina Lückenkemper Rebekka Haase Sophia Junk | 41 s 97                       | 9 août     |
| Football           | Tournoi                      | Compétition féminine  | - Nicole Anyomi - Ann-Katrin Berger - Jule Brand - Klara Bühl - Sara Doorsoun - Vivien Endemann - Laura Freigang - Merle Frohms - Giulia Gwinn - Marina Hegering - Kathrin Hendrich - Sarai Linder - Sydney Lohmann - Janina Minge - Sjoeke Nüsken - Alexandra Popp - Felicitas Rauch - Lea Schüller - Bibiane Schulze - Elisa Senß | 1 - 0 contre Espagne          | 9 août     |

## Résultats

### Athlétisme

#### Hommes
| Athlète(s)                                             | Épreuve          | Premier tour (ou tour préliminaire) | Premier tour (ou tour préliminaire) | Repêchage (ou premier tour) | Repêchage (ou premier tour) | Demi-finale   | Demi-finale | Finale            | Finale   |
| Athlète(s)                                             | Épreuve          | Temps                               | Rang                                | Temps                       | Rang                        | Temps         | Rang        | Temps             | Rang     |
| ------------------------------------------------------ | ---------------- | ----------------------------------- | ----------------------------------- | --------------------------- | --------------------------- | ------------- | ----------- | ----------------- | -------- |
| Owen Ansah                                             | 100 m            | 10 s 22                             | 5e                                  | Non disputé                 | Non disputé                 | Éliminé       | Éliminé     | Éliminé           | Éliminé  |
| Joshua Hartmann                                        | 100 m            | 10 s 16                             | 3e                                  | Non disputé                 | Non disputé                 | 10 s 16       | 7e          | Éliminé           | Éliminé  |
| Joshua Hartmann                                        | 200 m            | 20 s 30                             | 3e                                  | Non disputé                 | Non disputé                 | 20 s 47       | 5e          | Éliminé           | Éliminé  |
| Jean Paul Bredau                                       | 400 m            | 45 s 07                             | 20e                                 | 45 s 40                     | 6e                          | Éliminé       | Éliminé     | Éliminé           | Éliminé  |
| Robert Farken                                          | 1 500 m          | 3 min 36 s 62                       | 6e                                  | Exempté                     | Exempté                     | 3 min 33 s 35 | 7e          | Éliminé           | Éliminé  |
| Marius Probst                                          | 1 500 m          | 3 min 35 s 65                       | 7e                                  | 3 min 36 s 54               | 18e                         | Éliminé       | Éliminé     | Éliminé           | Éliminé  |
| Samuel Fitwi Sibhatu                                   | Marathon         | Non disputé                         | Non disputé                         | Non disputé                 | Non disputé                 | Non disputé   | Non disputé | 2 h 9 min 50 s    | 15e      |
| Amanal Petros                                          | Marathon         | Non disputé                         | Non disputé                         | Non disputé                 | Non disputé                 | Non disputé   | Non disputé | NPT               | NPT      |
| Richard Ringer                                         | Marathon         | Non disputé                         | Non disputé                         | Non disputé                 | Non disputé                 | Non disputé   | Non disputé | 2 h 9 min 18 s SB | 12e      |
| Manuel Mordi                                           | 110 m haies      | 13 s 48                             | 4e                                  | 13 s 55                     | 4e                          | Éliminé       | Éliminé     | Éliminé           | Éliminé  |
| Joshua Abuaku                                          | 400 m haies      | 49 s 00                             | 4e                                  | 48 s 87 SB                  | 2e                          | 50 s 19       | 8e          | Éliminé           | Éliminé  |
| Emil Agyekum                                           | 400 m haies      | 49 s 38                             | 4e                                  | 48 s 67                     | 2e                          | 48 s 78       | 5e          | Éliminé           | Éliminé  |
| Constantin Preis                                       | 400 m haies      | 49 s 99                             | 8e                                  | 51 s 02                     | 5e                          | Éliminé       | Éliminé     | Éliminé           | Éliminé  |
| Karl Bebendorf                                         | 3 000 m steeple  | 8 min 20 s 46                       | 7e                                  | Non disputé                 | Non disputé                 | Non disputé   | Non disputé | Éliminé           | Éliminé  |
| Frederik Ruppert                                       | 3 000 m steeple  | 8 min 25 s 31                       | 6e                                  | Non disputé                 | Non disputé                 | Non disputé   | Non disputé | Éliminé           | Éliminé  |
| Velten Schneider                                       | 3 000 m steeple  | 8 min 25 s 75                       | 10e                                 | Non disputé                 | Non disputé                 | Non disputé   | Non disputé | Éliminé           | Éliminé  |
| Owen Ansah Lucas Ansah-Peprah Kevin Kranz Yannick Wolf | Relais 4 × 100 m | 38 s 53                             | 5e                                  | Non disputé                 | Non disputé                 | Non disputé   | Non disputé | Éliminés          | Éliminés |
| Emil Agyekum Jean Paul Bredau Marc Koch Manuel Sanders | Relais 4 × 400 m | 3 min 0 s 29 SB                     | 6e                                  | Non disputé                 | Non disputé                 | Non disputé   | Non disputé | Éliminés          | Éliminés |
| Leo Köpp                                               | 20 km marche     | Non disputé                         | Non disputé                         | Non disputé                 | Non disputé                 | Non disputé   | Non disputé | 1 h 21 min 36 s   | 33e      |
| Christopher Linke                                      | 20 km marche     | Non disputé                         | Non disputé                         | Non disputé                 | Non disputé                 | Non disputé   | Non disputé | 1 h 20 min 35 s   | 19e      |

| Athlète              | Épreuve           | Qualification | Qualification | Finale      | Finale  |
| Athlète              | Épreuve           | Performance   | Rang          | Performance | Rang    |
| -------------------- | ----------------- | ------------- | ------------- | ----------- | ------- |
| Tobias Potye         | Saut en hauteur   | NM            | -             | Éliminé     | Éliminé |
| Bo Kanda Lita Baehre | Saut à la perche  | 5,75 m        | 10e           | 5,70 m      | 9e      |
| Torben Blech         | Saut à la perche  | 5,40 m        | 23e           | Éliminé     | Éliminé |
| Oleg Zernikel        | Saut à la perche  | 5,75 m        | 1er           | 5,70 m      | 9e      |
| Simon Batz           | Saut en longueur  | 7,90 m        | 12e           | 8,07 m      | 6e      |
| Max Heß              | Triple saut       | 16,98 m       | 7e            | 17,38 m SB  | 7e      |
| Henrik Janssen       | Lancer du disque  | NM            | -             | Éliminé     | Éliminé |
| Clemens Prüfer       | Lancer du disque  | 66,36 m       | 4e            | 67,41 m     | 6e      |
| Miká Sosna           | Lancer du disque  | 61,81 m       | 21e           | Éliminé     | Éliminé |
| Merlin Hummel        | Lancer du marteau | 75,25 m       | 12e           | 76,03 m     | 10e     |
| Sören Klose          | Lancer du marteau | 71,20 m       | 28e           | Éliminé     | Éliminé |
| Max Dehning          | Lancer du javelot | 79,24 m       | 22e           | Éliminé     | Éliminé |
| Julian Weber         | Lancer du javelot | 87,76 m       | 3e            | 87,40 m     | 6e      |

| Athlète         | Épreuve  | 100 m      | SL        | LP      | SH        | 400 m      | 110 m H | LD         | SP     | LJ      | 1 500 m       | Total | Rang                               |
| --------------- | -------- | ---------- | --------- | ------- | --------- | ---------- | ------- | ---------- | ------ | ------- | ------------- | ----- | ---------------------------------- |
| Till Steinforth | Résultat | 10 s 52    | 7,61 m    | 13,96 m | 1,96 m    | 47 s 96    | 14 s 37 | 42,59 m SB | 4,70 m | 59,14 m | 4 min 45 s 43 | 8 170 | 15e                                |
| Till Steinforth | Points   | 970        | 962       | 726     | 767       | 911        | 927     | 717        | 819    | 707     | 646           | 8 170 | 15e                                |
| Niklas Kaul     | Résultat | 11 s 34 SB | 7,09 m    | 14,24 m | 2,02 m SB | 49 s 13    | 14 s 53 | 46,28 m    | 4,80 m | 77,78 m | 4 min 15 s 00 | 8 445 | 8e                                 |
| Niklas Kaul     | Points   | 786        | 835       | 743     | 822       | 855        | 907     | 793        | 849    | 1009    | 846           | 8 445 | 8e                                 |
| Leo Neugebauer  | Résultat | 10 s 67    | 7,98 m SB | 16,55 m | 2,05 m    | 47 s 70 SB | 14 s 51 | 53,33 m    | 5,00 m | 56,64 m | 4 min 44 s 67 | 8 748 | Médaille d'argent, Jeux olympiques |
| Leo Neugebauer  | Points   | 935        | 1056      | 885     | 850       | 924        | 910     | 940        | 910    | 687     | 651           | 8 748 | Médaille d'argent, Jeux olympiques |

#### Femmes
| Athlète(s)                                                                 | Épreuve          | Premier tour (ou tour préliminaire) | Premier tour (ou tour préliminaire) | Repêchage (ou premier tour) | Repêchage (ou premier tour) | Demi-finale      | Demi-finale | Finale             | Finale                              |
| Athlète(s)                                                                 | Épreuve          | Temps                               | Rang                                | Temps                       | Rang                        | Temps            | Rang        | Temps              | Rang                                |
| -------------------------------------------------------------------------- | ---------------- | ----------------------------------- | ----------------------------------- | --------------------------- | --------------------------- | ---------------- | ----------- | ------------------ | ----------------------------------- |
| Rebekka Haase                                                              | 100 m            | 11 s 28                             | 32e                                 | Non disputé                 | Non disputé                 | Éliminée         | Éliminée    | Éliminée           | Éliminée                            |
| Gina Lückenkemper                                                          | 100 m            | 11 s 08                             | 13e                                 | Non disputé                 | Non disputé                 | 11 s 09          | 10e         | Éliminée           | Éliminée                            |
| Majtie Kolberg                                                             | 800 m            | 2 min 0 s 55                        | 31e                                 | 1 min 59 s 08               | 1er                         | 1 min 58 s 52 PB | 15e         | Éliminée           | Éliminée                            |
| Nele Weßel                                                                 | 1 500 m          | 4 min 8 s 55                        | 11e                                 | 4 min 7 s 22                | 9e                          | Éliminée         | Éliminée    | Éliminée           | Éliminée                            |
| Hanna Klein                                                                | 5 000 m          | 15 min 31 s 85                      | 14e                                 | Non disputé                 | Non disputé                 | Non disputé      | Non disputé | Éliminée           | Éliminée                            |
| Laura Hottenrott                                                           | Marathon         | Non disputé                         | Non disputé                         | Non disputé                 | Non disputé                 | Non disputé      | Non disputé | 2 h 31 min 19 s SB | 38e                                 |
| Melat Yisak Kejeta                                                         | Marathon         | Non disputé                         | Non disputé                         | Non disputé                 | Non disputé                 | Non disputé      | Non disputé | NPT                | NPT                                 |
| Domenika Mayer                                                             | Marathon         | Non disputé                         | Non disputé                         | Non disputé                 | Non disputé                 | Non disputé      | Non disputé | 2 h 30 min 14 s    | 29e                                 |
| Carolina Krafzik                                                           | 400 m haies      | 58 s 49                             | 8e                                  | 56 s 02                     | 6e                          | Éliminée         | Éliminée    | Éliminée           | Éliminée                            |
| Olivia Gürth                                                               | 3 000 m steeple  | 9 min 16 s 47 PB                    | 6e                                  | Non disputé                 | Non disputé                 | Non disputé      | Non disputé | Éliminée           | Éliminée                            |
| Gesa Krause                                                                | 3 000 m steeple  | 9 min 10 s 68 SB                    | 3e                                  | Non disputé                 | Non disputé                 | Non disputé      | Non disputé | 9 min 26 s 96      | 14e                                 |
| Lea Meyer                                                                  | 3 000 m steeple  | 9 min 14 s 85 PB                    | 3e                                  | Non disputé                 | Non disputé                 | Non disputé      | Non disputé | 9 min 9 s 59 PB    | 10e                                 |
| Alexandra Burghardt Rebekka Haase Sophia Junk Gina Lückenkemper Lisa Mayer | Relais 4 × 100 m | 42 s 15 SB                          | 2e                                  | Non disputé                 | Non disputé                 | Non disputé      | Non disputé | 41 s 97 SB         | Médaille de bronze, Jeux olympiques |
| Eileen Demes Mona Mayer Skadi Schier Alica Schmidt                         | Relais 4 × 400 m | 3 min 26 s 95                       | 7e                                  | Non disputé                 | Non disputé                 | Non disputé      | Non disputé | Éliminées          | Éliminées                           |
| Saskia Feige                                                               | 20 km marche     | Non disputé                         | Non disputé                         | Non disputé                 | Non disputé                 | Non disputé      | Non disputé | 1 h 33 min 23 s SB | 28e                                 |

| Athlète             | Épreuve           | Qualification | Qualification | Finale      | Finale                             |
| Athlète             | Épreuve           | Performance   | Rang          | Performance | Rang                               |
| ------------------- | ----------------- | ------------- | ------------- | ----------- | ---------------------------------- |
| Christina Honsel    | Saut en hauteur   | 1,95 m SB     | 6e            | 1,95 m SB   | 6e                                 |
| Imke Onnen          | Saut en hauteur   | 1,92 m        | 14e           | Éliminée    | Éliminée                           |
| Anjuli Knäsche      | Saut à la perche  | 4,40 m        | 12e           | 4,40 m      | 14e                                |
| Mikaelle Assani     | Saut en longueur  | 6,24 m        | 28e           | Éliminée    | Éliminée                           |
| Malaika Mihambo     | Saut en longueur  | 6,86 m        | 3e            | 6,98 m      | Médaille d'argent, Jeux olympiques |
| Laura Raquel Müller | Saut en longueur  | 6,40 m        | 20e           | Éliminée    | Éliminée                           |
| Alina Kenzel        | Lancer du poids   | 18,16 m       | 11e           | 18,29 m     | 9e                                 |
| Katharina Maisch    | Lancer du poids   | 17,86 m       | 16e           | Éliminée    | Éliminée                           |
| Yemisi Ogunleye     | Lancer du poids   | 19,24 m       | 3e            | 20,00 m     | Médaille d'or, Jeux olympiques     |
| Kristin Pudenz      | Lancer du disque  | 63,45 m       | 8e            | 60,38 m     | 10e                                |
| Marike Steinacker   | Lancer du disque  | 62,63 m       | 8e            | 65,37 m     | 4e                                 |
| Claudine Vita       | Lancer du disque  | 62,70 m       | 11e           | 63,62 m     | 6e                                 |
| Christin Hussong    | Lancer du javelot | 59,99 m       | 18e           | Éliminée    | Éliminée                           |

| Athlète           | Épreuve  | 100 m H | SH     | LP      | 200 m      | SL     | LJ      | 800 m            | Total    | Rang |
| ----------------- | -------- | ------- | ------ | ------- | ---------- | ------ | ------- | ---------------- | -------- | ---- |
| Carolin Schäfer   | Résultat | 13 s 42 | 1,71 m | 14,02 m | 23 s 85 SB | 5,52 m | 46,45 m | 2 min 16 s 78 SB | 6 084 SB | 17e  |
| Carolin Schäfer   | Points   | 1062    | 867    | 795     | 995        | 706    | 791     | 868              | 6 084 SB | 17e  |
| Sophie Weißenberg | Résultat | DNS     | DNS    | DNS     | DNS        | DNS    | DNS     | DNS              | DNS      | -    |

#### Mixte
| Athlètes                                                   | Épreuve          | Premier tour  | Premier tour | Finale          | Finale   |
| Athlètes                                                   | Épreuve          | Temps         | Rang         | Temps           | Rang     |
| ---------------------------------------------------------- | ---------------- | ------------- | ------------ | --------------- | -------- |
| Jean Paul Bredau Alica Schmidt Manuel Sanders Eileen Demes | Relais 4 × 400 m | 3 min 15 s 63 | 15e          | Éliminés        | Éliminés |
| Saskia Feige Christopher Linke                             | 35 km marche     | Non disputé   | Non disputé  | 2 h 56 min 14 s | 10e      |

### Aviron
| Athlète(s) | Compétition       | Série         | Série | Repêchage     | Repêchage | Quart de finale | Quart de finale | Demi-finale      | Demi-finale | Finale        | Finale                         |
| Athlète(s) | Compétition       | Temps         | Rang  | Temps         | Rang      | Temps           | Rang            | Temps            | Rang        | Temps         | Rang                           |
| --- | ----------------- | ------------- | ----- | ------------- | --------- | --------------- | --------------- | ---------------- | ----------- | ------------- | ------------------------------ |
| Oliver Zeidler | Skiff             | 6 min 54 s 72 | 1er   | Exempté       | Exempté   | 6 min 45 s 32   | 1er             | 6 min 35 s 77 RO | 1er         | 6 min 37 s 57 | Médaille d'or, Jeux olympiques |
| Jonas Gelsen Marc Weber | Deux de couple    | 6 min 25 s 15 | 4e    | 6 min 34 s 59 | 2e        | Non disputé     | Non disputé     | 6 min 17 s 69    | 4e          | 6 min 17 s 07 | 9e                             |
| Max Appel Anton Finger Tim Ole Naske Moritz Wolff                                                                                                | Quatre de couple  | 5 min 46 s 90 | 3e    | 5 min 52 s 39 | 1er       | Non disputé     | Non disputé     | Non disputé      | Non disputé | 5 min 50 s 62 | 5e                             |
| Julius Christ Sönke Kruse | Deux sans barreur | 6 min 38 s 36 | 3e    | Exempté       | Exempté   | Non disputé     | Non disputé     | 6 min 47 s 13    | 6e          | 6 min 28 s 61 | 11e                            |
| Frederik Breuer Benedict Eggeling Laurits Follert Torben Johannesen Max John Olaf Roggensack Mattes Schönherr Wolf Niclas Schroeder Jonas Wiesen | Huit              | 5 min 41 s 63 | 3e    | 5 min 29 s 17 | 2e        | Non disputé     | Non disputé     | Non disputé      | Non disputé | 5 min 29 s 80 | 4e                             |

| Athlète(s)                                             | Compétition      | Série         | Série | Repêchage | Repêchage | Quart de finale | Quart de finale | Demi-finale   | Demi-finale | Finale        | Finale                              |
| Athlète(s)                                             | Compétition      | Temps         | Rang  | Temps     | Rang      | Temps           | Rang            | Temps         | Rang        | Temps         | Rang                                |
| ------------------------------------------------------ | ---------------- | ------------- | ----- | --------- | --------- | --------------- | --------------- | ------------- | ----------- | ------------- | ----------------------------------- |
| Alexandra Föster                                       | Skiff            | 7 min 36 s 35 | 1er   | Exemptée  | Exemptée  | 7 min 30 s 98   | 2e              | 7 min 24 s 63 | 4e          | 7 min 23 s 53 | 7e                                  |
| Pia Greiten Leonie Menzel Tabea Schendekehl Maren Völz | Quatre de couple | 6 min 15 s 28 | 2e    | Exemptées | Exemptées | Non disputé     | Non disputé     | Non disputé   | Non disputé | 6 min 19 s 70 | Médaille de bronze, Jeux olympiques |

### Badminton
| Athlète(s)                 | Compétition   | Phase de groupes                 | Phase de groupes                 | Phase de groupes      | Phase de groupes | 8e de finale        | Quarts de finale    | Demi-finale         | Finale / 3e place   | Finale / 3e place |
| Athlète(s)                 | Compétition   | Adversaire Résultat              | Adversaire Résultat              | Adversaire Résultat   | Rang             | Adversaire Résultat | Adversaire Résultat | Adversaire Résultat | Adversaire Résultat | Rang              |
| -------------------------- | ------------- | -------------------------------- | -------------------------------- | --------------------- | ---------------- | ------------------- | ------------------- | ------------------- | ------------------- | ----------------- |
| Fabian Roth                | Simple hommes | Prannoy D 18-21, 12-21           | Lê D 12-21, 10-21                | Non disputé           | 3e du gr. K      | Éliminé             | Éliminé             | Éliminé             | Éliminé             | 27e               |
| Yvonne Li                  | Simple dames  | Chen D 14-21, 21-17, 9-21        | Blichfeldt D 14-21, 21-14, 12-21 | Non disputé           | 3e du gr. P      | Éliminée            | Éliminée            | Éliminée            | Éliminée            | 27e               |
| Mark Lamsfuß Marvin Seidel | Double hommes | Alfian / Ardianto D 13-21, 17-21 | Rankireddy / Shetty Annulé       | Labar / Corvée Annulé | 4e du gr. C      | Non disputé         | Éliminés            | Éliminés            | Éliminés            | 13e               |

### Basket-ball
| Épreuve          | Phase de groupe     | Phase de groupe     | Phase de groupe     | Phase de groupe | Quart de finale     | Demi-finale         | Finale / MB         | Rang |
| Épreuve          | Adversaire Résultat | Adversaire Résultat | Adversaire Résultat | Rang            | Adversaire Résultat | Adversaire Résultat | Adversaire Résultat | Rang |
| ---------------- | ------------------- | ------------------- | ------------------- | --------------- | ------------------- | ------------------- | ------------------- | ---- |
| Tournoi masculin | Japon V 97 - 77     | Brésil V 86 - 73    | France V 85 - 71    | 1er             | Grèce V 76 - 63     | France D 69 - 73    | Serbie D 83 - 93    | 4e   |

Équipe masculine de basket-ball :
- 0 -	Isaac Bonga : SF
- 1 -	Oscar da Silva: PF
- 4 -	Maodo Lô : PG
- 5 -	Niels Giffey	: SF
- 6 -	Nick Weiler-Babb : G
- 7 -	Johannes Voigtmann : C
- 9 -	Franz Wagner : G/F
- 10 - Daniel Theis :	F/C
- 13 - Moritz Wagner : F/C
- 17 - Dennis Schröder  : PG
- 32 - Johannes Thiemann : PF
- 42 - Andreas Obst : SG

| Épreuve         | Phase de groupe     | Phase de groupe     | Phase de groupe      | Phase de groupe | Quart de finale     | Demi-finale         | Finale / MB         | Rang |
| Épreuve         | Adversaire Résultat | Adversaire Résultat | Adversaire Résultat  | Rang            | Adversaire Résultat | Adversaire Résultat | Adversaire Résultat | Rang |
| --------------- | ------------------- | ------------------- | -------------------- | --------------- | ------------------- | ------------------- | ------------------- | ---- |
| Tournoi féminin | Belgique V 83 - 69  | Japon V 75 - 64     | États-Unis D 68 - 87 | 2e              | France D 71 - 84    | Éliminées           | Éliminées           | 7e   |

Équipe féminine de basket-ball :
- 0	- Satou Sabally : F
- 1 -	Alexis Peterson : PG
- 3 -	Alexandra Wilke : G
- 8 -	Nyara Sabally :	PF
- 11 - Marie Gülich  : PF
- 13 - Leonie Fiebich : SG
- 15 - Luisa Geiselsöder : C
- 16 - Alina Hartmann : SF
- 20 - Frieda Bühner : PF
- 22 - Emily Bessoir : SF
- 24 - Lina Sontag : PG
- 46 - Romy Bär : SF

| Athlètes                                                        | Épreuve         | Phase de poules      | Phase de poules     | Phase de poules     | Phase de poules     | Phase de poules     | Phase de poules     | Phase de poules     | Phase de poules | Quart de finale     | Demi-finale         | Finale / MB         | Rang                           |
| Athlètes                                                        | Épreuve         | Adversaire Résultat  | Adversaire Résultat | Adversaire Résultat | Adversaire Résultat | Adversaire Résultat | Adversaire Résultat | Adversaire Résultat | Rang            | Adversaire Résultat | Adversaire Résultat | Adversaire Résultat | Rang                           |
| --------------------------------------------------------------- | --------------- | -------------------- | ------------------- | ------------------- | ------------------- | ------------------- | ------------------- | ------------------- | --------------- | ------------------- | ------------------- | ------------------- | ------------------------------ |
| Svenja Brunckhorst Sonja Greinacher Elisa Mevius Marie Reichert | Tournoi féminin | États-Unis V 17 - 13 | Australie D 19 - 21 | Canada V 19 - 15    | Azerbaïjan V 12 - 8 | Chine V 15 - 15     | France V 14 - 13    | Espagne V 18 - 15   | 1er             | Exemptées           | Canada V 16 - 15    | Espagne V 17 - 16   | Médaille d'or, Jeux olympiques |

### Boxe
| Athlète            | Catégorie                   | 16e de finale       | 8e de finale        | Quart de finale     | Demi-finale         | Finale              | Rang                                |
| Athlète            | Catégorie                   | Adversaire Résultat | Adversaire Résultat | Adversaire Résultat | Adversaire Résultat | Adversaire Résultat | Rang                                |
| ------------------ | --------------------------- | ------------------- | ------------------- | ------------------- | ------------------- | ------------------- | ----------------------------------- |
| Magomed Schachidov | Poids welters (-71 kg)      | Muxanga D 1 - 4     | Éliminé             | Éliminé             | Éliminé             | Éliminé             | 17e                                 |
| Nelvie Tiafack     | Poids super-lourds (+92 kg) | Exempté             | Abdullayev V 5 - 0  | Lenzi V 5 - 0       | Jalolov D 0 - 5     | Éliminé             | Médaille de bronze, Jeux olympiques |

| Athlète             | Catégorie              | 16e de finale       | 8e de finale        | Quart de finale     | Demi-finale         | Finale              | Rang |
| Athlète             | Catégorie              | Adversaire Résultat | Adversaire Résultat | Adversaire Résultat | Adversaire Résultat | Adversaire Résultat | Rang |
| ------------------- | ---------------------- | ------------------- | ------------------- | ------------------- | ------------------- | ------------------- | ---- |
| Maxi Carina Klötzer | Poids mouches (-50 kg) | Zareen D 0 - 5      | Éliminée            | Éliminée            | Éliminée            | Éliminée            | 17e  |

### Canoë-kayak

#### Course en ligne
| Athlète(s)                                                | Compétition | Séries        | Séries | Quarts de finale | Quarts de finale | Demi-finale   | Demi-finale | Finale A, B, C | Finale A, B, C                 |
| Athlète(s)                                                | Compétition | Temps         | Rang   | Temps            | Rang             | Temps         | Rang        | Temps          | Rang                           |
| --------------------------------------------------------- | ----------- | ------------- | ------ | ---------------- | ---------------- | ------------- | ----------- | -------------- | ------------------------------ |
| Sebastian Brendel                                         | C1 1 000 m  | 3 min 45 s 48 | 1er    | Exempté          | Exempté          | 3 min 44 s 78 | 1er         | 3 min 51 s 44  | 8e                             |
| Tim Hecker Peter Kretschmer                               | C2 500 m    | 1 min 41 s 58 | 6e     | 1 min 39 s 94    | 1er              | 1 min 41 s 58 | 2e          | 1 min 41 s 62  | 5e                             |
| Jakob Thordsen                                            | K1 1 000 m  | 3 min 29 s 88 | 2e     | Exempté          | Exempté          | 3 min 29 s 34 | 3e          | 3 min 36 s 82  | 8e                             |
| Anton Winkelmann                                          | K1 1 000 m  | 3 min 27 s 80 | 1er    | Exempté          | Exempté          | 3 min 31 s 51 | 7e          | 3 min 28 s 04  | 10e                            |
| Max Lemke Jacob Schopf                                    | K2 500 m    | 1 min 28 s 03 | 1er    | Exempté          | Exempté          | 1 min 28 s 13 | 1er         | 1 min 26 s 87  | Médaille d'or, Jeux olympiques |
| Tom Liebscher-Lucz Max Rendschmidt                        | K2 500 m    | 1 min 28 s 39 | 1er    | Exempté          | Exempté          | 1 min 27 s 67 | 4e          | 1 min 27 s 54  | 5e                             |
| Max Lemke Tom Liebscher-Lucz Max Rendschmidt Jacob Schopf | K4 500 m    | 1 min 20 s 51 | 1er    | Exempté          | Exempté          | 1 min 20 s 57 | 1er         | 1 min 19 s 80  | Médaille d'or, Jeux olympiques |

| Athlète(s)                                            | Compétition | Séries        | Séries | Quarts de finale | Quarts de finale | Demi-finale   | Demi-finale | Finales A, B, C | Finales A, B, C                     |
| Athlète(s)                                            | Compétition | Temps         | Rang   | Temps            | Rang             | Temps         | Rang        | Temps           | Rang                                |
| ----------------------------------------------------- | ----------- | ------------- | ------ | ---------------- | ---------------- | ------------- | ----------- | --------------- | ----------------------------------- |
| Lisa Jahn                                             | C1 200 m    | 48 s 92       | 3e     | 48 s 55          | 5e               | Éliminée      | Éliminée    | Éliminée        | Éliminée                            |
| Maike Jakob                                           | C1 200 m    | 48 s 67       | 6e     | 51 s 40          | 6e               | Éliminée      | Éliminée    | Éliminée        | Éliminée                            |
| Lisa Jahn Hedi Kliemke                                | C2 500 m    | 2 min 1 s 15  | 5e     | 1 min 56 s 56    | 4e               | Non disputé   | Non disputé | 1 min 56 s 48   | 9e                                  |
| Enja Rößeling                                         | K1 500 m    | 1 min 56 s 88 | 5e     | 1 min 52 s 74    | 4e               | 1 min 57 s 22 | 8e          | Éliminée        | Éliminée                            |
| Jule Hake Paulina Paszek                              | K2 500 m    | 1 min 39 s 03 | 1er    | Exemptées        | Exemptées        | 1 min 38 s 84 | 2e          | 1 min 39 s 46   | Médaille de bronze, Jeux olympiques |
| Pauline Jagsch Lena Röhlings                          | K2 500 m    | 1 min 41 s 45 | 1er    | Exemptées        | Exemptées        | 1 min 39 s 51 | 1er         | 1 min 40 s 09   | 6e                                  |
| Sarah Brüßler Jule Hake Pauline Jagsch Paulina Paszek | K4 500 m    | 1 min 32 s 34 | 1er    | Non disputé      | Non disputé      | Exemptées     | Exemptées   | 1 min 32 s 62   | Médaille d'argent, Jeux olympiques  |

#### Slalom
| Athlète          | Compétition | Éliminatoires | Éliminatoires | Éliminatoires | Éliminatoires | Éliminatoires  | Éliminatoires | Demi-finales | Demi-finales | Finale   | Finale                             |
| Athlète          | Compétition | Manche 1      | Manche 1      | Manche 2      | Manche 2      | Meilleur temps | Rang          | Demi-finales | Demi-finales | Finale   | Finale                             |
| Athlète          | Compétition | Temps         | Rang          | Temps         | Rang          | Meilleur temps | Rang          | Temps        | Rang         | Temps    | Rang                               |
| ---------------- | ----------- | ------------- | ------------- | ------------- | ------------- | -------------- | ------------- | ------------ | ------------ | -------- | ---------------------------------- |
| Sideris Tasiadis | C1 hommes   | 92 s 44       | 6e            | 92 s 43       | 7e            | 92 s 43        | 7e            | 96 s 74      | 3e           | 97 s 27  | 4e                                 |
| Noah Hegge       | K1 hommes   | 87 s 67       | 8e            | 87 s 15       | 6e            | 87 s 15        | 10e           | 91 s 24      | 2e           | 89 s 73  | 7e                                 |
| Elena Lilik      | C1 femmes   | 107 s 95      | 7e            | 103 s 29      | 2e            | 103 s 29       | 5e            | 113 s 59     | 7e           | 103 s 54 | Médaille d'argent, Jeux olympiques |
| Ricarda Funk     | K1 femmes   | 97 s 15       | 7e            | 94 s 95       | 6e            | 94 s 95        | 6e            | 97 s 31      | 1er          | 149 s 08 | 11e                                |

| Athlète       | Compétition | Contre-la-montre | Contre-la-montre | Séries | Quarts de finale | Demi- finale | Finale                              |
| Athlète       | Compétition | Temps            | Rang             | Rang   | Rang             | Rang         | Rang                                |
| ------------- | ----------- | ---------------- | ---------------- | ------ | ---------------- | ------------ | ----------------------------------- |
| Noah Hegge    | KX1 hommes  | 68 s 01          | 8e               | 1er    | 1er              | 1er          | Médaille de bronze, Jeux olympiques |
| Stefan Hengst | KX1 hommes  | 69 s 67          | 38e              | 4e     | Éliminé          | Éliminé      | 30e                                 |
| Ricarda Funk  | KX1 femmes  | 72 s 89          | 7e               | 2e     | 4e               | Éliminée     | 14e                                 |
| Elena Lilik   | KX1 femmes  | 74 s 19          | 13e              | 1er    | 1er              | 2e           | 4e                                  |

### Cyclisme

#### BMX
| Athlète        | Compétition | Tour de classement | Tour de classement | Tour de classement | Tour de classement | Finale   | Finale   | Finale   | Finale   |
| Athlète        | Compétition | Manche 1           | Manche 2           | Moyenne            | Rang               | Manche 1 | Manche 2 | Moyenne  | Rang     |
| -------------- | ----------- | ------------------ | ------------------ | ------------------ | ------------------ | -------- | -------- | -------- | -------- |
| Kim Lea Müller | Femmes      | 75,80              | 80,10              | 77,95              | 12e                | Éliminée | Éliminée | Éliminée | Éliminée |

| Athlète       | Compétition | Quarts de finale | Quarts de finale | Quarts de finale | Quarts de finale | Quarts de finale | Repêchage | Repêchage | Demi-finales   | Demi-finales   | Demi-finales   | Demi-finales | Demi-finales | Finale   | Finale   |
| Athlète       | Compétition | Manche 1         | Manche 2         | Manche 3         | Résultat         | Rang             | Temps     | Rang      | Manche 1       | Manche 2       | Manche 3       | Résultat     | Rang         | Temps    | Rang     |
| Athlète       | Compétition | Temps (Points)   | Temps (Points)   | Temps (Points)   | Résultat         | Rang             | Temps     | Rang      | Temps (Points) | Temps (Points) | Temps (Points) | Résultat     | Rang         | Temps    | Rang     |
| ------------- | ----------- | ---------------- | ---------------- | ---------------- | ---------------- | ---------------- | --------- | --------- | -------------- | -------------- | -------------- | ------------ | ------------ | -------- | -------- |
| Philip Schaub | Hommes      | 33 s 632 (6)     | 34 s 803 (8)     | 33 s 381 (6)     | 20               | 21e              | Éliminé   | Éliminé   | Éliminé        | Éliminé        | Éliminé        | Éliminé      | Éliminé      | Éliminé  | Éliminé  |
| Alina Beck    | Femmes      | 38 s 371 (7)     | 39 s 874 (8)     | 37 s 017 (5)     | 20               | 21e              | Éliminée  | Éliminée  | Éliminée       | Éliminée       | Éliminée       | Éliminée     | Éliminée     | Éliminée | Éliminée |

#### Piste
| Athlète(s)                                        | Compétition                 | Qualification        | Qualification | 32e de finale                       | Repêchage 1                         | 16e de finale                   | Repêchage 2                     | 8e de finale                    | Repêchage 3                     | Quarts de finale                                   | Demi-finale                                                             | Finale Match de classement                      | Finale Match de classement          |
| Athlète(s)                                        | Compétition                 | Temps Vitesse (km/h) | Rang          | Adversaire Temps Vitesse (km/h)     | Adversaire Temps Vitesse (km/h)     | Adversaire Temps Vitesse (km/h) | Adversaire Temps Vitesse (km/h) | Adversaire Temps Vitesse (km/h) | Adversaire Temps Vitesse (km/h) | Adversaire Temps Vitesse (km/h)                    | Adversaire Temps Vitesse (km/h)                                         | Adversaire Temps Vitesse (km/h)                 | Rang                                |
| ------------------------------------------------- | --------------------------- | -------------------- | ------------- | ----------------------------------- | ----------------------------------- | ------------------------------- | ------------------------------- | ------------------------------- | ------------------------------- | -------------------------------------------------- | ----------------------------------------------------------------------- | ----------------------------------------------- | ----------------------------------- |
| Maximilian Dörnbach                               | Vitesse individuelle hommes | 9 s 655 (74,573)     | 24e           | Lavreysen D 10 s 046 (72,340)       | Obara Vigier D 9 s 900 (73,253)     | Éliminé                         | Éliminé                         | Éliminé                         | Éliminé                         | Éliminé                                            | Éliminé                                                                 | Éliminé                                         | Éliminé                             |
| Luca Spiegel                                      | Vitesse individuelle hommes | 9 s 479 (75,957)     | e             | Awang D 9 s 960 (72,838)            | Tjon En Fa Zhou D 10 s 019 (72,007) | Éliminé                         | Éliminé                         | Éliminé                         | Éliminé                         | Éliminé                                            | Éliminé                                                                 | Éliminé                                         | Éliminé                             |
| Stefan Bötticher Maximilian Dörnbach Luca Spiegel | Vitesse par équipes hommes  | 43 s 009 (62,778)    | 7e            | Grande-Bretagne D 42 s 348 (63,757) | Non disputé                         | Non disputé                     | Non disputé                     | Non disputé                     | Non disputé                     | Non disputé                                        | Non disputé                                                             | Japon D 42 s 280 (63,860)                       | 6e                                  |
| Lea Sophie Friedrich                              | Vitesse individuelle femmes | 10 s 029 RM (71,792) | 1er           | Nicolaes V 10 s 997 (65,472)        | Exemptée                            | Genest V 10 s 671 (67,473)      | Exemptée                        | Bayona V 10 s 716 (67,189)      | Exemptée                        | Mitchell V 10 s 774 (66,828) ) V 10 s 684 (67,390) | van de Wouw D 10 s 701 (67,372) V 10 s 718 (67,177) V 10 s 721 (67,158) | Andrews D 10 s 780 (67,384) D 11 s 140 (68,467) | Médaille d'argent, Jeux olympiques  |
| Emma Hinze                                        | Vitesse individuelle femmes | 10 s 198 (70,602)    | 6e            | Verdugo V 10 s 928 (65,886)         | Exemptée                            | Clonan V 10 s 886 (66,140)      | Exemptée                        | Sato V 10 s 838 (66,433)        | Exemptée                        | Andrews D 10 s 794 (67,002) D 10 s 831 (66,698)    | Non disputé                                                             | Mitchell Bayona Capewell D 10 s 844 (66,790)    | 6e                                  |
| Lea Sophie Friedrich Pauline Grabosch Emma Hinze  | Vitesse par équipes femmes  | 45 s 644 (59,153)    | 3e            | Mexique V 45 s 377 (59,502)         | Non disputé                         | Non disputé                     | Non disputé                     | Non disputé                     | Non disputé                     | Non disputé                                        | Non disputé                                                             | Pays-Bas V 45 s 400 (59,471)                    | Médaille de bronze, Jeux olympiques |

| Athlètes                                                           | Compétition | Qualification  | Qualification | Premier tour           | Premier tour | Finale / Classement    | Finale / Classement |
| Athlètes                                                           | Compétition | Temps          | Rang          | Adversaire Résultat    | Rang         | Adversaire Résultat    | Rang                |
| ------------------------------------------------------------------ | ----------- | -------------- | ------------- | ---------------------- | ------------ | ---------------------- | ------------------- |
| Tobias Buck-Gramcko Roger Kluge Theo Reinhardt Tim Torn Teutenberg | Hommes      | 3 min 50 s 083 | 9e            | Éliminés               | Éliminés     | Éliminés               | Éliminés            |
| Franziska Brauße Lisa Klein Mieke Kröger Laura Süßemilch           | Femmes      | 4 min 8 s 313  | 5e            | Canada V 4 min 7 s 908 | 5e           | France D 4 min 8 s 349 | 6e                  |

| Athlète              | Compétition | 1er tour | Repêchage | Quarts de finale | Demi-finale | Finale (1-6) ou classement (7-12) |         |
| Athlète              | Compétition | Rang     | Rang      | Rang             | Rang        | Rang                              |         |
| -------------------- | ----------- | -------- | --------- | ---------------- | ----------- | --------------------------------- | ------- |
| Maximilian Dörnbach  | Hommes      | 6e       | 4e        | Éliminé          | Éliminé     | Éliminé                           | Éliminé |
| Luca Spiegel         | Hommes      | 6e       | 2e        | 4e               | NPT         | 9e                                |         |
| Lea Sophie Friedrich | Femmes      | 2e       | Exemptée  | 1er              | 6e          | 7e                                |         |
| Emma Hinze           | Femmes      | 1er      | Exemptée  | 2e               | 3e          | 5e                                |         |

| Athlète            | Compétition | Scratch | Scratch | Course tempo | Course tempo | Élimination | Élimination | Course aux points | Course aux points | Total | Rang |
| Athlète            | Compétition | Points  | Rang    | Points       | Rang         | Points      | Rang        | Points            | Rang              | Total | Rang |
| ------------------ | ----------- | ------- | ------- | ------------ | ------------ | ----------- | ----------- | ----------------- | ----------------- | ----- | ---- |
| Tim Tom Teutenberg | Hommes      | 22      | 10e     | 36           | 3e           | 34          | 3e          | 12                | 4e                | 98    | 7e   |
| Franziska Brauße   | Femmes      | 6       | 18e     | 32           | 5e           | 1           | 22e         | 2                 | 18e               | 41    | 18e  |

| Athlètes                      | Épreuve | Points | Tours | Classement |
| ----------------------------- | ------- | ------ | ----- | ---------- |
| Roger Kluge Theo Reinhardt    | Hommes  | 23     | 0     | 6e         |
| Franziska Brauße Lena Reißner | Femmes  | 0      | 0     | 13e        |

#### Route
| Athlète               | Compétition      | Temps           | Rang |
| --------------------- | ---------------- | --------------- | ---- |
| Nils Politt           | Course en ligne  | 6 h 39 min 29 s | 70e  |
| Maximilian Schachmann | Course en ligne  | 6 h 21 min 54 s | 28e  |
| Maximilian Schachmann | Contre-la-montre | 37 min 50 s 71  | 9e   |

| Athlète             | Compétition      | Temps          | Rang |
| ------------------- | ---------------- | -------------- | ---- |
| Franziska Koch      | Course en ligne  | 4 h 7 min 16 s | 40e  |
| Liane Lippert       | Course en ligne  | 4 h 3 min 27 s | 16e  |
| Antonia Niedermaier | Course en ligne  | 4 h 4 min 23 s | 32e  |
| Mieke Kröger        | Contre-la-montre | 42 min 28 s 12 | 13e  |
| Antonia Niedermaier | Contre-la-montre | 42 min 53 s 79 | 15e  |

#### VTT
| Athlète           | Compétition | Temps           | Rang |
| ----------------- | ----------- | --------------- | ---- |
| Julian Schelb     | Hommes      | 1 h 29 min 8 s  | 15e  |
| Luca Schwarzbauer | Hommes      | 1 h 29 min 10 s | 16e  |
| Nina Benz         | Femmes      | 1 h 33 min 43 s | 16e  |

### Équitation
| Athlète(s)                                               | Cheval                 | Compétition | Grand Prix | Grand Prix | Grand Prix Spécial | Grand Prix Spécial | Grand Prix Libre | Grand Prix Libre | Total   | Total                              |
| Athlète(s)                                               | Cheval                 | Compétition | Points     | Rang       | Points             | Rang               | Technique        | Artistique       | Points  | Rang                               |
| -------------------------------------------------------- | ---------------------- | ----------- | ---------- | ---------- | ------------------ | ------------------ | ---------------- | ---------------- | ------- | ---------------------------------- |
| Jessica von Bredow-Werndl                                | Dalera                 | Individuel  | 82,065     | 1er        | Non disputé        | Non disputé        | 82,357           | 97,829           | 90,093  | Médaille d'or, Jeux olympiques     |
| Frederic Wandres                                         | Bluetooth              | Individuel  | 76,118     | 10e        | Non disputé        | Non disputé        | 75,214           | 87,486           | 81,350  | 13e                                |
| Isabell Werth                                            | Wendy                  | Individuel  | 78,913     | 3e         | Non disputé        | Non disputé        | 81,714           | 97,514           | 89,614  | Médaille d'argent, Jeux olympiques |
| Jessica von Bredow-Werndl Frederic Wandres Isabell Werth | Dalera Bluetooth Wendy | Équipe      | 237,546    | 1er        | 235,790            | 1er                | Non disputé      | Non disputé      | 235,790 | Médaille d'or, Jeux olympiques     |

| Athlète(s)                                      | Cheval                            | Compétition | Qualification | Qualification | Qualification | Qualification | Qualification | Finale    | Finale    | Finale    | Finale   | Finale  | Barrage     | Barrage     | Barrage     | Barrage     | Barrage                        |
| Athlète(s)                                      | Cheval                            | Compétition | Pénalités     | Pénalités     | Pénalités     | Temps         | Rang          | Pénalités | Pénalités | Pénalités | Temps    | Rang    | Pénalités   | Pénalités   | Pénalités   | Temps       | Rang                           |
| Athlète(s)                                      | Cheval                            | Compétition | Saut          | Temps         | Total         | Temps         | Rang          | Saut      | Temps     | Total     | Temps    | Rang    | Saut        | Temps       | Total       | Temps       | Rang                           |
| ----------------------------------------------- | --------------------------------- | ----------- | ------------- | ------------- | ------------- | ------------- | ------------- | --------- | --------- | --------- | -------- | ------- | ----------- | ----------- | ----------- | ----------- | ------------------------------ |
| Philipp Weishaupt                               | Zineday                           | Individuel  | 4             | 0             | 4             | 73 s 42       | 30e           | 4         | 1         | 5         | 84 s 14  | 12e     | Éliminé     | Éliminé     | Éliminé     | Éliminé     | Éliminé                        |
| Christian Kukuk                                 | Checker 47                        | Individuel  | 4             | 0             | 4             | 72 s 00       | 24e           | 0         | 0         | 0         | 82 s 38  | 1er     | 0           | 0           | 0           | 38 s 34     | Médaille d'or, Jeux olympiques |
| Richard Vogel                                   | United Touch S                    | Individuel  | 12            | 0             | 12            | 70 s 80       | 55e           | Éliminé   | Éliminé   | Éliminé   | Éliminé  | Éliminé | Éliminé     | Éliminé     | Éliminé     | Éliminé     | Éliminé                        |
| Philipp Weishaupt Christian Kukuk Richard Vogel | Zineday Checker 47 United Touch S | Équipe      | 0             | 0             | 0             | 229 s 74      | 1er           | 0 4       | 0         | 0 4       | 229 s 57 | 5e      | Non disputé | Non disputé | Non disputé | Non disputé | Non disputé                    |

- Jana Wargers avec son cheval Dorette est sélectionnée en tant que réserviste.

| Athlète(s)                                    | Cheval                   | Compétition | Dressage  | Dressage | Cross-country | Cross-country | Cross-country | Saut d'obstacles | Saut d'obstacles | Saut d'obstacles | Saut d'obstacles | Saut d'obstacles | Saut d'obstacles | Total     | Total                          |
| Athlète(s)                                    | Cheval                   | Compétition | Dressage  | Dressage | Cross-country | Cross-country | Cross-country | Qualification    | Qualification    | Qualification    | Finale           | Finale           | Finale           | Total     | Total                          |
| Athlète(s)                                    | Cheval                   | Compétition | Pénalités | Rang     | Pénalités     | Total         | Rang          | Pénalités        | Total            | Rang             | Pénalités        | Total            | Rang             | Pénalités | Rang                           |
| --------------------------------------------- | ------------------------ | ----------- | --------- | -------- | ------------- | ------------- | ------------- | ---------------- | ---------------- | ---------------- | ---------------- | ---------------- | ---------------- | --------- | ------------------------------ |
| Michael Jung                                  | Chipmunk                 | Individuel  | 17,80     | 2e       | 0             | 17,80         | 1er           | 4,00             | 21,80            | 1er              | 0                | 21,80            | 1er              | 21,80     | Médaille d'or, Jeux olympiques |
| Julia Krajewski                               | Nickel                   | Individuel  | 26,80     | 15e      | 4,80          | 32,10         | 14e           | 0,40             | 32,10            | 11e              | 0                | 32,10            | 11e              | 32,10     | 10e                            |
| Christoph Wahler                              | Carjatan                 | Individuel  | 29,40     | 21e      | 200           | EL            | EL            | Éliminé          | Éliminé          | Éliminé          | Éliminé          | Éliminé          | Éliminé          | Éliminé   | Éliminé                        |
| Michael Jung Julia Krajewski Christoph Wahler | Chipmunk Nickel Carjatan | Équipe      | 74,10     | 2e       | 204,80        | 278,90        | 14e           | 4,40             | 283,30           | 14e              | Non disputé      | Non disputé      | Non disputé      | 283,30    | 14e                            |

### Escalade
| Athlète         | Compétition | Demi-finale | Demi-finale | Demi-finale | Demi-finale | Demi-finale | Demi-finale             | Demi-finale     | Demi-finale | Finale   | Finale   | Finale   | Finale   | Finale   | Finale                  | Finale          | Finale   |
| Athlète         | Compétition | Bloc        | Bloc        | Bloc        | Bloc        | Bloc        | Points de la difficulté | Total de points | Rang        | Bloc     | Bloc     | Bloc     | Bloc     | Bloc     | Points de la difficulté | Total de points | Rang     |
| Athlète         | Compétition | Passages    | Passages    | Passages    | Passages    | Points      | Points de la difficulté | Total de points | Rang        | Passages | Passages | Passages | Passages | Points   | Points de la difficulté | Total de points | Rang     |
| Athlète         | Compétition | 1er         | 2e          | 3e          | 4e          | Points      | Points de la difficulté | Total de points | Rang        | 1er      | 2e       | 3e       | 4e       | Points   | Points de la difficulté | Total de points | Rang     |
| --------------- | ----------- | ----------- | ----------- | ----------- | ----------- | ----------- | ----------------------- | --------------- | ----------- | -------- | -------- | -------- | -------- | -------- | ----------------------- | --------------- | -------- |
| Yannick Flohé   | Hommes      | 10.0        | 10.0        | 4.9         | 4.8         | 29.7        | 39.1                    | 68.8            | 9e          | Éliminé  | Éliminé  | Éliminé  | Éliminé  | Éliminé  | Éliminé                 | Éliminé         | Éliminé  |
| Alexander Megos | Hommes      | 5.0         | 9.7         | 5.0         | 5.0         | 24.7        | 24.0                    | 48.7            | 13e         | Éliminé  | Éliminé  | Éliminé  | Éliminé  | Éliminé  | Éliminé                 | Éliminé         | Éliminé  |
| Lucia Dörffel   | Femmes      | 5.0         | 9.7         | 9.8         | 4.7         | 29.2        | 51.1                    | 80.3            | 16e         | Éliminée | Éliminée | Éliminée | Éliminée | Éliminée | Éliminée                | Éliminée        | Éliminée |

### Escrime
| Athlète      | Compétition      | 32e de finale       | 16e de finale       | 8e de finale        | Quarts de finale    | Demi-finale         | Finale              | Rang |
| Athlète      | Compétition      | Adversaire Résultat | Adversaire Résultat | Adversaire Résultat | Adversaire Résultat | Adversaire Résultat | Adversaire Résultat | Rang |
| ------------ | ---------------- | ------------------- | ------------------- | ------------------- | ------------------- | ------------------- | ------------------- | ---- |
| Matyas Szabo | Sabre individuel | Exempté             | al-Shamlan V 15 - 6 | Patrice V 15 - 13   | El-Sissy D 14 - 15  | Éliminé             | Éliminé             | 5e   |

| Athlète    | Compétition        | 32e de finale       | 16e de finale       | 8e de finale        | Quarts de finale      | Demi-finale         | Finale              | Rang |
| Athlète    | Compétition        | Adversaire Résultat | Adversaire Résultat | Adversaire Résultat | Adversaire Résultat   | Adversaire Résultat | Adversaire Résultat | Rang |
| ---------- | ------------------ | ------------------- | ------------------- | ------------------- | --------------------- | ------------------- | ------------------- | ---- |
| Anne Sauer | Fleuret individuel | Exemptée            | Hamza V 15 - 3      | Chan V 15 - 8       | Alice Volpi D 15 - 12 | Éliminée            | Éliminée            | 7e   |

### Football
| Athlètes | Épreuve         | Premier tour        | Premier tour        | Premier tour        | Premier tour | Quart de finale     | Demi-finale         | Finale / MB         | Rang                                |
| Athlètes | Épreuve         | Adversaire Résultat | Adversaire Résultat | Adversaire Résultat | Rang         | Adversaire Résultat | Adversaire Résultat | Adversaire Résultat | Rang                                |
| -------- | --------------- | ------------------- | ------------------- | ------------------- | ------------ | ------------------- | ------------------- | ------------------- | ----------------------------------- |
| Équipe   | Tournoi féminin | Australie V 3 - 0   | États-Unis D 1 - 4  | Zambie V 4 - 1      | 2e           | Canada V 4 - 2      | États-Unis D 0 - 1  | Espagne V 1 - 0     | Médaille de bronze, Jeux olympiques |

Équipe féminine de football :
- 1 - Merle Frohms : Gardienne
- 2 - Sarai Linder : Défenseur
- 3 - Kathrin Hendrich : Défenseur
- 4 - Bibiane Schulze : Défenseur
- 5 - Marina Hegering : Défenseur
- 6 - Janina Minge : Milieu de terrain
- 7 - Lea Schüller : Attaquante
- 8 - Sydney Lohmann : Milieu de terrain
- 9 - Sjoeke Nüsken : Milieu de terrain
- 10 - Laura Freigang : Attaquante
- 11 - Alexandra Popp : Attaquante
- 12 - Ann-Katrin Berger : Gardienne
- 13 - Sara Doorsoun : Défenseur
- 14 - Elisa Senß : Milieu de terrain
- 15 - Giulia Gwinn : Défenseur
- 16 - Jule Brand : Milieu de terrain
- 17 - Klara Bühl : Attaquante
- 18 - Vivien Endemann : Attaquante
- 19 - Felicitas Rauch : Défenseur
- 21 - Nicole Anyomi : Attaquante

### Golf
| Athlète               | Épreuve | 1er tour | 2e tour | 3e tour | 4e tour | Total | Total | Total                              |
| Athlète               | Épreuve | Points   | Points  | Points  | Points  | Total | Par   | Rang                               |
| --------------------- | ------- | -------- | ------- | ------- | ------- | ----- | ----- | ---------------------------------- |
| Stephan Jäger         | Hommes  | 71       | 64      | 72      | 72      | 279   | -5    | T26                                |
| Matti Schmid          | Hommes  | 68       | 75      | 67      | 69      | 279   | -5    | T26                                |
| Esther Henseleit      | Femmes  | 72       | 73      | 69      | 66      | 280   | -8    | Médaille d'argent, Jeux olympiques |
| Alexandra Försterling | Femmes  | 76       | 75      | 71      | 70      | 292   | +4    | 35e                                |

### Gymnastique

#### Gymnastique artistique
| Athlète        | Qualifications | Qualifications | Qualifications | Qualifications | Qualifications    | Qualifications | Qualifications | Qualifications | Finale   | Finale         | Finale   | Finale   | Finale            | Finale     | Finale   | Finale   |
| Athlète        | Agrès          | Agrès          | Agrès          | Agrès          | Agrès             | Agrès          | Total          | Rang           | Agrès    | Agrès          | Agrès    | Agrès    | Agrès             | Agrès      | Total    | Rang     |
| Athlète        | Sol            | Cheval d'arçon | Anneaux        | Saut           | Barres parallèles | Barre fixe     | Total          | Rang           | Sol      | Cheval d'arçon | Anneaux  | Saut     | Barres parallèles | Barre fixe | Total    | Rang     |
| -------------- | -------------- | -------------- | -------------- | -------------- | ----------------- | -------------- | -------------- | -------------- | -------- | -------------- | -------- | -------- | ----------------- | ---------- | -------- | -------- |
| Pascal Brendel | 13,600         | 12,233         | 13,000         | 13,900         | 13,100            | 13,466         | 79,332         | 36e            | Éliminés | Éliminés       | Éliminés | Éliminés | Éliminés          | Éliminés   | Éliminés | Éliminés |
| Lukas Dauser   | 13,233         | -              | -              | -              | 15,166            | -              | -              | -              | Éliminés | Éliminés       | Éliminés | Éliminés | Éliminés          | Éliminés   | Éliminés | Éliminés |
| Nils Dunkel    | 12,600         | 14,566         | 13,700         | 13,600         | 13,966            | 12,800         | 81,232         | 24e            | Éliminés | Éliminés       | Éliminés | Éliminés | Éliminés          | Éliminés   | Éliminés | Éliminés |
| Timo Eder      | 13,400         | 12,800         | 13,066         | 13,900         | 13,366            | 12,266         | 78,798         | 39e            | Éliminés | Éliminés       | Éliminés | Éliminés | Éliminés          | Éliminés   | Éliminés | Éliminés |
| Andreas Toba   | -              | 13,066         | 12,966         | 14,300         | -                 | 14,100         | -              | -              | Éliminés | Éliminés       | Éliminés | Éliminés | Éliminés          | Éliminés   | Éliminés | Éliminés |
| Total          | 40,233         | 40,432         | 39,766         | 42,100         | 42,498            | 40,366         | 245,395        | 11e            | Éliminés | Éliminés       | Éliminés | Éliminés | Éliminés          | Éliminés   | Éliminés | Éliminés |

| Athlète      | Compétition       | Qualifications | Qualifications | Qualifications | Qualifications | Qualifications    | Qualifications | Qualifications | Qualifications | Finale | Finale         | Finale  | Finale | Finale            | Finale     | Finale | Finale |
| Athlète      | Compétition       | Agrès          | Agrès          | Agrès          | Agrès          | Agrès             | Agrès          | Total          | Rang           | Agrès  | Agrès          | Agrès   | Agrès  | Agrès             | Agrès      | Total  | Rang   |
| Athlète      | Compétition       | Sol            | Cheval d'arçon | Anneaux        | Saut           | Barres parallèles | Barre fixe     | Total          | Rang           | Sol    | Cheval d'arçon | Anneaux | Saut   | Barres parallèles | Barre fixe | Total  | Rang   |
| ------------ | ----------------- | -------------- | -------------- | -------------- | -------------- | ----------------- | -------------- | -------------- | -------------- | ------ | -------------- | ------- | ------ | ----------------- | ---------- | ------ | ------ |
| Nils Dunkel  | Concours général  | 12,600         | 14,566         | 13,700         | 13,600         | 13,966            | 12,800         | 81,232         | 24e            | 13,333 | 14,466         | 13,566  | 13,700 | 13,466            | 13,166     | 81,697 | 18e    |
| Lukas Dauser | Barres parallèles | -              | -              | -              | -              | 15,166            | -              | -              | 5e             | -      | -              | -       | -      | 13,700            | -          | -      | 7e     |

| Athlète              | Compétition         | Qualifications | Qualifications      | Qualifications | Qualifications | Qualifications | Qualifications | Finale   | Finale              | Finale   | Finale   | Finale   | Finale   |
| Athlète              | Compétition         | Agrès          | Agrès               | Agrès          | Agrès          | Total          | Rang           | Agrès    | Agrès               | Agrès    | Agrès    | Total    | Rang     |
| Athlète              | Compétition         | Saut           | Barres asymétriques | Poutre         | Sol            | Total          | Rang           | Saut     | Barres asymétriques | Poutre   | Sol      | Total    | Rang     |
| -------------------- | ------------------- | -------------- | ------------------- | -------------- | -------------- | -------------- | -------------- | -------- | ------------------- | -------- | -------- | -------- | -------- |
| Pauline Schäfer-Betz | Concours général    | -              | -                   | 13,366         | 12,366         | -              | -              | Éliminée | Éliminée            | Éliminée | Éliminée | Éliminée | Éliminée |
| Sarah Voss           | Concours général    | 14,000         | 13,466              | 12,233         | 12,866         | 52,565         | 25e            | 12,500   | 12,333              | 12,300   | 12,866   | 49,999   | 24e      |
| Helen Kevric         | Concours général    | 14,066         | 14,600              | 12,133         | 13,066         | 53,865         | 15e            | 13,866   | 14,466              | 13,400   | 12,866   | 54,598   | 8e       |
| Helen Kevric         | Barres asymétriques | -              | 14,600              | -              | -              | -              | 8e             | -        | 14,566              | -        | -        | -        | 6e       |

#### Gymnastique rythmique
| Athlète           | Qualification | Qualification | Qualification | Qualification | Qualification | Qualification | Finale | Finale | Finale | Finale | Finale  | Finale                         |
| Athlète           |               |               |               |               | Total         | Rang          |        |        |        |        | Total   | Rang                           |
| ----------------- | ------------- | ------------- | ------------- | ------------- | ------------- | ------------- | ------ | ------ | ------ | ------ | ------- | ------------------------------ |
| Margarita Kolosov | 34,550        | 33,000        | 33,800        | 30,150        | 131,500       | 5e            | 34,600 | 34,150 | 33,950 | 32,550 | 135,250 | 4e                             |
| Darja Varfolomeev | 32,500        | 36,450        | 35,250        | 32,650        | 136,850       | 2e            | 36,300 | 36,500 | 36,350 | 33,700 | 142,850 | Médaille d'or, Jeux olympiques |

| Athlètes                                                               | Qualification | Qualification | Qualification | Qualification | Finale    | Finale    | Finale    | Finale    |
| Athlètes                                                               | 5             | 3 + 2         | Total         | Rang          | 5         | 3 + 2     | Total     | Rang      |
| ---------------------------------------------------------------------- | ------------- | ------------- | ------------- | ------------- | --------- | --------- | --------- | --------- |
| Anja Kosan Daniella Kromm Alina Oganesyan Hannah Vester Emilia Wickert | 33,700        | 23,650        | 57,350        | 13e           | Éliminées | Éliminées | Éliminées | Éliminées |

#### Trampoline
| Athlète      | Compétition       | Qualifications  | Qualifications | Qualifications | Qualifications | Finale        | Finale  |
| Athlète      | Compétition       | Routine imposée | Routine libre  | Total          | Rang           | Routine libre | Rang    |
| ------------ | ----------------- | --------------- | -------------- | -------------- | -------------- | ------------- | ------- |
| Fabian Vogel | Concours masculin | 29,120          | 56,890         | 56,890         | 11e            | Éliminé       | Éliminé |

### Handball
| Athlètes | Épreuve          | Tour préliminaire   | Tour préliminaire   | Tour préliminaire   | Tour préliminaire   | Tour préliminaire   | Tour préliminaire | Quart de finale     | Demi-finale         | Finale / MB         | Rang                               |
| Athlètes | Épreuve          | Adversaire Résultat | Adversaire Résultat | Adversaire Résultat | Adversaire Résultat | Adversaire Résultat | Rang              | Adversaire Résultat | Adversaire Résultat | Adversaire Résultat | Rang                               |
| -------- | ---------------- | ------------------- | ------------------- | ------------------- | ------------------- | ------------------- | ----------------- | ------------------- | ------------------- | ------------------- | ---------------------------------- |
| Équipe   | Tournoi masculin | Suède V 30 - 27     | Japon V 37 - 26     | Croatie D 26 - 31   | Espagne V 33 - 31   | Slovénie V 36 - 29  | 1er du gr. A      | France V 35 - 34    | Espagne V 25 - 24   | Danemark D 26 - 39  | Médaille d'argent, Jeux olympiques |

Équipe masculine de handball :
- 1	- David Späth : Gardien
- 4	- Johannes Golla : Pivot
- 7	- Luca Witzke : Arrière centre
- 11 - Sebastian Heymann : Arrière gauche
- 14 - Justus Fischer :  Pivot
- 15 - Juri Knorr : Arrière centre
- 18 - Julian Köster : Arrière gauche
- 23 - Renārs Uščins : Arrière droit
- 25 - Kai Häfner : Arrière droit
- 29 - Tim Hornke : Ailier droit
- 33 - Andreas Wolff : Gardien
- 34 - Rune Dahmke : Ailier gauche
- 36 - Lukas Mertens : Ailier gauche
- 44 - Christoph Steinert : Arrière droit
- 71 - Marko Grgić : Arrière gauche
- 80 - Jannik Kohlbacher : Pivot

| Athlètes | Épreuve         | Tour préliminaire      | Tour préliminaire   | Tour préliminaire   | Tour préliminaire   | Tour préliminaire   | Tour préliminaire | Quart de finale     | Demi-finale         | Finale / MB         | Rang |
| Athlètes | Épreuve         | Adversaire Résultat    | Adversaire Résultat | Adversaire Résultat | Adversaire Résultat | Adversaire Résultat | Rang              | Adversaire Résultat | Adversaire Résultat | Adversaire Résultat | Rang |
| -------- | --------------- | ---------------------- | ------------------- | ------------------- | ------------------- | ------------------- | ----------------- | ------------------- | ------------------- | ------------------- | ---- |
| Équipe   | Tournoi féminin | Corée du Sud D 22 - 23 | Suède D 28 - 31     | Slovénie V 41 - 22  | Danemark D 27 - 28  | Norvège D 18 - 30   | 4e du gr. A       | France D 23 - 26    | Éliminées           | Éliminées           | 8e   |

Équipe féminine de handball :
- 4	- Alina Grijseels : Arrière centre
- 7 - Meike Schmelzer : Pivot
- 9	- Lisa Antl : Pivot
- 11 - Xenia Smits : Arrière gauche
- 20 - Emily Bölk : Arrière gauche
- 23 - Annika Lott : Arrière gauche
- 24 - Sarah Wachter : Gardienne
- 27 - Julia Maidhof : Arrière droit
- 29 - Antje Döll : Ailier gauche
- 30 - Jenny Behrend : Ailier droit
- 42 - Katharina Filter : Gardienne
- 77 - Viola Leuchter : Arrière droit
- 93 - Julia Behnke : Pivot
- 95 - Johanna Stockschläder : Ailier gauche

### Hockey sur gazon
| Athlètes | Épreuve          | Phase éliminatoire  | Phase éliminatoire  | Phase éliminatoire     | Phase éliminatoire  | Phase éliminatoire      | Phase éliminatoire | Quart de finale     | Demi-finale         | Finale / MB         | Rang                               |
| Athlètes | Épreuve          | Adversaire Résultat | Adversaire Résultat | Adversaire Résultat    | Adversaire Résultat | Adversaire Résultat     | Rang               | Adversaire Résultat | Adversaire Résultat | Adversaire Résultat | Rang                               |
| -------- | ---------------- | ------------------- | ------------------- | ---------------------- | ------------------- | ----------------------- | ------------------ | ------------------- | ------------------- | ------------------- | ---------------------------------- |
| Équipe   | Tournoi masculin | France V 8 - 2      | Espagne D 0 - 2     | Afrique du Sud V 5 - 1 | Pays-Bas V 1 - 0    | Grande-Bretagne V 2 - 1 | 1er                | Argentine V 3 - 2   | Inde V 3 - 2        | Pays-Bas D 1 - 3    | Médaille d'argent, Jeux olympiques |

Équipe masculine de hockey sur gazon :
- 2 - Mathias Müller : Défenseur
- 3 - Mats Grambusch  : Milieu de terrain
- 4 - Lukas Windfeder : Défenseur
- 9 - Niklas Wellen : Attaquant
- 10 - Johannes Große : Défenseur
- 11 - Thies Prinz : Attaquant
- 13 - Paul-Philipp Kaufmann : Milieu de terrain
- 14 - Teo Hinrichs : Défenseur
- 15 - Tom Grambusch : Défenseur
- 16 - Gonzalo Peillat : Défenseur
- 17 - Christopher Rühr : Attaquant
- 19 - Justus Weigand : Attaquant
- 22 - Marco Miltkau : Attaquant
- 23 - Martin Zwicker : Milieu de terrain
- 25 - Hannes Müller : Milieu de terrain
- 29 - Malte Hellwig : Attaquant
- 44 - Moritz Ludwig : Défenseur
- 74 - Jean Danneberg : Gardien

| Athlètes | Épreuve         | Phase éliminatoire  | Phase éliminatoire  | Phase éliminatoire  | Phase éliminatoire  | Phase éliminatoire  | Phase éliminatoire | Quart de finale     | Demi-finale         | Finale / MB         | Rang |
| Athlètes | Épreuve         | Adversaire Résultat | Adversaire Résultat | Adversaire Résultat | Adversaire Résultat | Adversaire Résultat | Rang               | Adversaire Résultat | Adversaire Résultat | Adversaire Résultat | Rang |
| -------- | --------------- | ------------------- | ------------------- | ------------------- | ------------------- | ------------------- | ------------------ | ------------------- | ------------------- | ------------------- | ---- |
| Équipe   | Tournoi féminin | Japon V 2 - 0       | Pays-Bas D 1 - 2    | France V 5 -1       | Chine V 4 - 2       | Belgique D 0 - 2    | 3e                 | Argentine D 0 - 2   | Éliminées           | Éliminées           | 6e   |

Équipe féminine de hockey sur gazon :
- 2	- Kira Horn : Défenseur
- 3	- Amelie Wortmann	: Milieu de terrain
- 4	- Nike Lorenz  : Milieu de terrain
- 5	- Selin Oruz : Milieu de terrain
- 6 - Benedetta Wenzel : Défenseur
- 8	- Anne Schröder : Milieu de terrain
- 10 - Lisa Nolte : Attaquante
- 11 - Lena Micheel : Milieu de terrain
- 12 - Charlotte Stapenhorst : Attaquante
- 15 - Nathalie Kubalski : Gardienne
- 16 - Sonja Zimmermann : Milieu de terrain
- 22 - Cécile Pieper : Milieu de terrain
- 23 - Emma Davidsmeyer
- 25 - Viktoria Huse : Défenseur
- 26 - Felicia Wiedermann : Milieu de terrain
- 27 - Stine Kurz : Défenseur
- 28 - Jette Fleschütz : Attaquante
- 31 - Linnea Weidemann : Défenseur

### Judo
| Athlète        | Catégorie      | 16e de finale          | 8e de finale        | Quart de finale     | Demi-finale         | Repêchage           | Finale / CB         | Rang |
| Athlète        | Catégorie      | Adversaire Résultat    | Adversaire Résultat | Adversaire Résultat | Adversaire Résultat | Adversaire Résultat | Adversaire Résultat | Rang |
| -------------- | -------------- | ---------------------- | ------------------- | ------------------- | ------------------- | ------------------- | ------------------- | ---- |
| Igor Wandtke   | Moins de 73 kg | De Oliveira V 10-00    | Margelidon D 00-10  | Éliminé             | Éliminé             | Éliminé             | Éliminé             | 9e   |
| Timo Cavelius  | Moins de 81 kg | Muki D 00-10           | Éliminé             | Éliminé             | Éliminé             | Éliminé             | Éliminé             | 17e  |
| Eduard Trippel | Moins de 90 kg | Nyman D 00-01          | Éliminé             | Éliminé             | Éliminé             | Éliminé             | Éliminé             | 17e  |
| Erik Abramov   | Plus de 100 kg | Tsetsentsengel V 01-00 | Rakhimov D 01-10    | Éliminé             | Éliminé             | Éliminé             | Éliminé             | 9e   |

| Athlète           | Catégorie      | 16e de finale        | 8e de finale        | Quart de finale     | Demi-finale         | Repêchage           | Finale / CB         | Rang                               |
| Athlète           | Catégorie      | Adversaire Résultat  | Adversaire Résultat | Adversaire Résultat | Adversaire Résultat | Adversaire Résultat | Adversaire Résultat | Rang                               |
| ----------------- | -------------- | -------------------- | ------------------- | ------------------- | ------------------- | ------------------- | ------------------- | ---------------------------------- |
| Katharina Menz    | Moins de 48 kg | Costa D 00-01        | Éliminée            | Éliminée            | Éliminée            | Éliminée            | Éliminée            | 17e                                |
| Mascha Ballhaus   | Moins de 52 kg | Martínez V 11-00     | Bishrelt V 11-00    | Keldiyorova D 00-10 | Éliminée            | Pimenta D 00-10     | Éliminée            | 7e                                 |
| Pauline Starke    | Moins de 57 kg | Beurskens V 11-01    | Enkhriilen D 01-11  | Éliminée            | Éliminée            | Éliminée            | Éliminée            | 9e                                 |
| Miriam Butkereit  | Moins de 70 kg | Exemptée             | Coughlan V 10-00    | Willems V 10-00     | Polleres V 10-00    | Exemptée            | Matić D 00-01       | Médaille d'argent, Jeux olympiques |
| Anna-Maria Wagner | Moins de 78 kg | Exemptée             | Branser V 11-00     | Takayama V 10-00    | Lanir D 00-10       | Exemptée            | Ma D 00-01          | 4e                                 |
| Renée Lucht       | Plus de 78 kg  | Somkhishvili D 00-10 | Éliminée            | Éliminée            | Éliminée            | Éliminée            | Éliminée            | 17e                                |

| Athlètes | 8e de finale        | Quart de finale     | Demi-finale         | Repêchage           | Finale / CB          | Rang |
| Athlètes | Adversaire Résultat | Adversaire Résultat | Adversaire Résultat | Adversaire Résultat | Adversaire Résultat  | Rang |
| --- | ------------------- | ------------------- | ------------------- | ------------------- | -------------------- | ---- |
| Katharina Menz Mascha Ballhaus Anna-Maria Wagner Miriam Butkereit Renée Lucht Igor Wandtke Timo Cavelius Eduard Trippel Erik Abramov | Autriche V 4 - 1    | Brésil V 4 - 3      | Japon D 0 - 4       | Exemptés            | Corée du Sud D 3 - 4 | 5e   |

### Lutte
| Athlète     | Catégorie      | 8e de finale        | Quart de finale     | Demi-finale         | Repêchage           | Finale / CB         | Rang |
| Athlète     | Catégorie      | Adversaire Résultat | Adversaire Résultat | Adversaire Résultat | Adversaire Résultat | Adversaire Résultat | Rang |
| ----------- | -------------- | ------------------- | ------------------- | ------------------- | ------------------- | ------------------- | ---- |
| Erik Thiele | Moins de 97 kg | Silot D 0 - 5       | Éliminé             | Éliminé             | Éliminé             | Éliminé             | 15e  |

| Athlète            | Catégorie      | 8e de finale        | Quart de finale     | Demi-finale         | Repêchage           | Finale / CB         | Rang |
| Athlète            | Catégorie      | Adversaire Résultat | Adversaire Résultat | Adversaire Résultat | Adversaire Résultat | Adversaire Résultat | Rang |
| ------------------ | -------------- | ------------------- | ------------------- | ------------------- | ------------------- | ------------------- | ---- |
| Anastasia Blayvas  | Moins de 50 kg | Stadnik D 2 - 6     | Éliminée            | Éliminée            | Éliminée            | Éliminée            | 10e  |
| Annika Wendle      | Moins de 53 kg | Prevolaraki V 3 - 2 | Yetgil V 2 - 5 VFA  | Yépez D 0 - 10      | Exemptée            | Choe D 0 - 10       | 5e   |
| Sandra Paruszewski | Moins de 57 kg | Nichita D 0 - 9     | Éliminée            | Éliminée            | Penalber D 0 - 7    | Éliminée            | 16e  |
| Luisa Niemesch     | Moins de 62 kg | Lee V 3 - 0         | Bullen D 0 - 10     | Éliminée            | Éliminée            | Éliminée            | 9e   |

| Athlète          | Catégorie       | 8e de finale        | Quart de finale     | Demi-finale         | Repêchage           | Finale / CB         | Rang |
| Athlète          | Catégorie       | Adversaire Résultat | Adversaire Résultat | Adversaire Résultat | Adversaire Résultat | Adversaire Résultat | Rang |
| ---------------- | --------------- | ------------------- | ------------------- | ------------------- | ------------------- | ------------------- | ---- |
| Lucas Lazogianis | Moins de 97 kg  | Rosillo D 5 - 7     | Éliminé             | Éliminé             | Éliminé             | Éliminé             | 10e  |
| Jello Krahmer    | Moins de 130 kg | Meng D 1 - 4        | Éliminé             | Éliminé             | Éliminé             | Éliminé             | 13e  |

### Natation
| Athlète(s)                                                                | Épreuve              | Séries           | Séries      | Demi-finale   | Demi-finale | Finale            | Finale                             |
| Athlète(s)                                                                | Épreuve              | Temps            | Rang        | Temps         | Rang        | Temps             | Rang                               |
| ------------------------------------------------------------------------- | -------------------- | ---------------- | ----------- | ------------- | ----------- | ----------------- | ---------------------------------- |
| Artem Selin                                                               | 50 m nage libre      | 22 s 54          | 38e         | Éliminé       | Éliminé     | Éliminé           | Éliminé                            |
| Josha Salchow                                                             | 100 m nage libre     | 48 s 25          | 8e          | 47 s 94       | 8e          | 47 s 80 RN        | 6e                                 |
| Rafael Miroslaw                                                           | 200 m nage libre     | 1 min 46 s 81    | 13e         | 1 min 47 s 34 | 15e         | Éliminé           | Éliminé                            |
| Lukas Märtens                                                             | 200 m nage libre     | 1 min 46 s 33    | 10e         | 1 min 45 s 36 | 4e          | 1 min 45 s 46     | 5e                                 |
| Lukas Märtens                                                             | 400 m nage libre     | 3 min 44 s 13    | 1er         | Non disputé   | Non disputé | 3 min 41 s 78     | Médaille d'or, Jeux olympiques     |
| Oliver Klemet                                                             | 400 m nage libre     | 3 min 45 s 75    | 8e          | Non disputé   | Non disputé | 3 min 46 s 59     | 7e                                 |
| Sven Schwarz                                                              | 800 m nage libre     | 7 min 43 s 67    | 6e          | Non disputé   | Non disputé | 7 min 43 s 59     | 5e                                 |
| Florian Wellbrock                                                         | 800 m nage libre     | 7 min 47 s 91    | 12e         | Non disputé   | Non disputé | Éliminé           | Éliminé                            |
| Sven Schwarz                                                              | 1 500 m nage libre   | 14 min 51 s 97   | 10e         | Non disputé   | Non disputé | Éliminé           | Éliminé                            |
| Florian Wellbrock                                                         | 1 500 m nage libre   | 15 min 1 s 88    | 14e         | Non disputé   | Non disputé | Éliminé           | Éliminé                            |
| Ole Braunschweig                                                          | 100 m dos            | 53 s 95          | 18e         | Éliminé       | Éliminé     | Éliminé           | Éliminé                            |
| Marek Ulrich                                                              | 100 m dos            | 54 s 63          | 29e         | Éliminé       | Éliminé     | Éliminé           | Éliminé                            |
| Lukas Märtens                                                             | 200 m dos            | 1 min 56 s 89    | 2e          | 1 min 56 s 33 | 4e          | 1 min 55 s 97     | 8e                                 |
| Melvin Imoudu                                                             | 100 m brasse         | 59 s 49          | 7e          | 59 s 38       | 8e          | 59 s 11           | 4e                                 |
| Lucas Mazerath                                                            | 100 m brasse         | 59 s 52          | 8e          | 59 s 31       | 7e          | 59 s 30           | 5e                                 |
| Kaii Winkler                                                              | 100 m papillon       | 52 s 64          | 28e         | Éliminé       | Éliminé     | Éliminé           | Éliminé                            |
| Cedric Büssing                                                            | 400 m 4 nages        | 4 min 11 s 52 RN | 6e          | Non disputé   | Non disputé | 4 min 17 s 16     | 8e                                 |
| Luca Armbruster Lukas Märtens Rafael Miroslaw Josha Salchow Peter Varjasi | 4 × 100 m nage libre | 3 min 13 s 15    | 8e          | Non disputé   | Non disputé | 3 min 12 s 29 RN  | 7e                                 |
| Lukas Märtens Rafael Miroslaw Josha Salchow Timo Sorgius                  | 4 × 200 m nage libre | 7 min 6 s 20     | 5e          | Non disputé   | Non disputé | 7 min 9 s 56      | 8e                                 |
| Luca Armbruster Ole Braunschweig Melvin Imoudu Josha Salchow              | 4 × 100 m 4 nages    | 3 min 32 s 51    | 8e          | Non disputé   | Non disputé | 3 min 32 s 46     | 6e                                 |
| Oliver Klemet                                                             | 10 km en eau libre   | Non disputé      | Non disputé | Non disputé   | Non disputé | 1 h 50 min 54 s 8 | Médaille d'argent, Jeux olympiques |
| Florian Wellbrock                                                         | 10 km en eau libre   | Non disputé      | Non disputé | Non disputé   | Non disputé | 1 h 51 min 54 s 4 | 8e                                 |

| Athlète(s)                                            | Épreuve              | Séries         | Séries      | Demi-finale    | Demi-finale | Finale            | Finale                              |
| Athlète(s)                                            | Épreuve              | Temps          | Rang        | Temps          | Rang        | Temps             | Rang                                |
| ----------------------------------------------------- | -------------------- | -------------- | ----------- | -------------- | ----------- | ----------------- | ----------------------------------- |
| Julia Mrozinski                                       | 200 m nage libre     | 1 min 59 s 87  | 17e         | Éliminée       | Éliminée    | Éliminée          | Éliminée                            |
| Leonie Märtens                                        | 400 m nage libre     | 4 min 9 s 62   | 14e         | Non disputé    | Non disputé | Éliminée          | Éliminée                            |
| Isabel Gose                                           | 400 m nage libre     | 4 min 3 s 83   | 8e          | Non disputé    | Non disputé | 4 min 2 s 14 RN   | 5e                                  |
| Isabel Gose                                           | 800 m nage libre     | 8 min 20 s 63  | 5e          | Non disputé    | Non disputé | 8 min 17 s 82     | 5e                                  |
| Isabel Gose                                           | 1 500 m nage libre   | 15 min 53 s 27 | 4e          | Non disputé    | Non disputé | 15 min 41 s 16 RN | Médaille de bronze, Jeux olympiques |
| Leonie Märtens                                        | 1 500 m nage libre   | 16 min 8 s 69  | 8e          | 16 min 12 s 57 | 8e          |                   |                                     |
| Anna Elendt                                           | 100 m brasse         | 1 min 7 s 00   | 20e         | Éliminée       | Éliminée    | Éliminée          | Éliminée                            |
| Angelina Köhler                                       | 100 m papillon       | 56 s 90        | 6e          | 55 s 55        | 4e          | 56 s 42           | 4e                                  |
| Isabel Gose Nicole Maier Nele Schulze Julia Mrozinski | 4 × 200 m nage libre | 7 min 55 s 57  | 10e         | Non disputé    | Non disputé | Éliminées         | Éliminées                           |
| Anna Elendt Nina Holt Angelina Köhler Laura Riedemann | 4 × 100 m 4 nages    | 3 min 58 s 12  | 9e          | Non disputé    | Non disputé | Éliminées         | Éliminées                           |
| Leonie Beck                                           | 10 km en eau libre   | Non disputé    | Non disputé | Non disputé    | Non disputé | 2 h 6 min 13 s 4  | 9e                                  |
| Leonie Beck                                           | 10 km en eau libre   | Non disputé    | Non disputé | Non disputé    | Non disputé | 2 h 15 min 57 s 3 | 22e                                 |

| Athlètes                                                 | Épreuve           | Série         | Série | Finale   | Finale   |
| Athlètes                                                 | Épreuve           | Temps         | Rang  | Temps    | Rang     |
| -------------------------------------------------------- | ----------------- | ------------- | ----- | -------- | -------- |
| Nina Holt Angelina Köhler Ole Braunschweig Melvin Imoudu | 4 × 100 m 4 nages | 3 min 44 s 75 | 9e    | Éliminés | Éliminés |

### Pentathlon moderne
| Athlète       | Compétition | Compétition | Tour de classement | Tour de classement | Tour de classement | Équitation (saut d'obstacles) | Équitation (saut d'obstacles) | Équitation (saut d'obstacles) | Escrime (épée) | Escrime (épée) | Escrime (épée) | Natation (200 m nage libre) | Natation (200 m nage libre) | Natation (200 m nage libre) | Laser-Run (course + tir) | Laser-Run (course + tir) | Laser-Run (course + tir) | Total | Rang |
| Athlète       | Compétition | Compétition | Vict.              | Déf.               | Rang               | Temps                         | Points                        | Rang                          | BR             | Points         | Rang           | Temps                       | Points                      | Rang                        | Temps                    | Points                   | Rang                     | Total | Rang |
| ------------- | ----------- | ----------- | ------------------ | ------------------ | ------------------ | ----------------------------- | ----------------------------- | ----------------------------- | -------------- | -------------- | -------------- | --------------------------- | --------------------------- | --------------------------- | ------------------------ | ------------------------ | ------------------------ | ----- | ---- |
| Marvin Dogue  | Hommes      | Demi-finale | 20                 | 15                 | 14e                | 56 s 96                       | 286                           | 14e                           | 8              | 233            | 3e             | 2 min 7 s 95                | 295                         | 15e                         | 10 min 11 s 78           | 689                      | 3e                       | 1503  | 6e   |
| Marvin Dogue  | Hommes      | Finale      | -                  | -                  | -                  | 52 s 65                       | 293                           | 10e                           | 0              | 225            | 10e            | 2 min 7 s 00                | 296                         | 16e                         | 9 min 54 s 76            | 706                      | 7e                       | 1520  | 8e   |
| Fabian Liebig | Hommes      | Demi-finale | 17                 | 18                 | 19e                | 58 s 15                       | 300                           | 6e                            | 0              | 210            | 9e             | 2 min 3 s 81                | 303                         | 9e                          | 10 min 9 s 13            | 961                      | 7e                       | 1504  | 6e   |
| Fabian Liebig | Hommes      | Finale      | -                  | -                  | -                  | 56 s 43                       | 300                           | 5e                            | 0              | 210            | 15e            | 2 min 4 s 18                | 302                         | 11e                         | 10 min 5 s 62            | 695                      | 12e                      | 1507  | 12e  |

| Athlète          | Compétition | Compétition | Tour de classement | Tour de classement | Tour de classement | Équitation (saut d'obstacles) | Équitation (saut d'obstacles) | Équitation (saut d'obstacles) | Escrime (épée) | Escrime (épée) | Escrime (épée) | Natation (200 m nage libre) | Natation (200 m nage libre) | Natation (200 m nage libre) | Laser-Run (course + tir) | Laser-Run (course + tir) | Laser-Run (course + tir) | Total    | Rang     |
| Athlète          | Compétition | Compétition | Vict.              | Déf.               | Rang               | Temps                         | Points                        | Rang                          | BR             | Points         | Rang           | Temps                       | Points                      | Rang                        | Temps                    | Points                   | Rang                     | Total    | Rang     |
| ---------------- | ----------- | ----------- | ------------------ | ------------------ | ------------------ | ----------------------------- | ----------------------------- | ----------------------------- | -------------- | -------------- | -------------- | --------------------------- | --------------------------- | --------------------------- | ------------------------ | ------------------------ | ------------------------ | -------- | -------- |
| Annika Zillekens | Femmes      | Demi-finale | 17                 | 18                 | 14e                | 71 s 56                       | 275                           | 15e                           | 0              | 275            | 15e            | 2 min 18 s 88               | 273                         | 10e                         | 11 min 11 s 93           | 629                      | 2e                       | 1387     | 10e      |
| Annika Zillekens | Femmes      | Finale      | -                  | -                  | -                  | 56 s 69                       | 300                           | 7e                            | 2              | 212            | 11e            | 2 min 20 s 71               | 269                         | 14e                         | 11 min 45 s 71           | 595                      | 16e                      | 1376     | 15e      |
| Rebecca Langrehr | Femmes      | Demi-finale | 18                 | 17                 | 14e                | DNS                           | 0                             | 18e                           | 0              | 215            | 9e             | 2 min 19 s 58               | 271                         | 12e                         | 12 min 44 s 33           | 536                      | 18e                      | 1022     | 18e      |
| Rebecca Langrehr | Femmes      | Finale      | -                  | -                  | -                  | Éliminée                      | Éliminée                      | Éliminée                      | Éliminée       | Éliminée       | Éliminée       | Éliminée                    | Éliminée                    | Éliminée                    | Éliminée                 | Éliminée                 | Éliminée                 | Éliminée | Éliminée |

### Plongeon
| Athlète(s)                   | Compétition                 | Tour préliminaire | Tour préliminaire | Demi-finale | Demi-finale | Finale  | Finale  |
| Athlète(s)                   | Compétition                 | Points            | Rang              | Points      | Rang        | Points  | Rang    |
| ---------------------------- | --------------------------- | ----------------- | ----------------- | ----------- | ----------- | ------- | ------- |
| Lars Rüdiger                 | Tremplin à 3 m              | 301,15            | 25e               | Éliminé     | Éliminé     | Éliminé | Éliminé |
| Moritz Wesemann              | Tremplin à 3 m              | 398,70            | 9e                | 433,00      | 8e          | 363,65  | 12e     |
| Timo Barthel                 | Haut-vol à 10 m             | 402,65            | 12e               | 411,50      | 9e          | 446,20  | 6e      |
| Timo Barthel Jaden Eikermann | Haut-vol à 10 m synchronisé | Non disputé       | Non disputé       | Non disputé | Non disputé | 364,41  | 7e      |

| Athlète(s)                  | Compétition                | Tour préliminaire | Tour préliminaire | Demi-finale | Demi-finale | Finale   | Finale   |
| Athlète(s)                  | Compétition                | Points            | Rang              | Points      | Rang        | Points   | Rang     |
| --------------------------- | -------------------------- | ----------------- | ----------------- | ----------- | ----------- | -------- | -------- |
| Jette Müller                | Tremplin à 3 m             | 262,85            | 20e               | Éliminée    | Éliminée    | Éliminée | Éliminée |
| Saskia Oettinghaus          | Tremplin à 3 m             | 279,35            | 15e               | 286,75      | 9e          | 297,35   | 8e       |
| Pauline Pfeif               | Haut-vol à 10 m            | 264,15            | 21e               | Éliminée    | Éliminée    | Éliminée | Éliminée |
| Christina Wassen            | Haut-vol à 10 m            | 303,20            | 7e                | 255,55      | 17e         | Éliminée | Éliminée |
| Lena Hentschel Jette Müller | Tremplin à 3 m synchronisé | Non disputé       | Non disputé       | Non disputé | Non disputé | 288,69   | 6e       |

### Skateboard
| Athlète           | Compétition | Préliminaires | Préliminaires | Préliminaires | Préliminaires | Finale   | Finale   | Finale   | Finale   |
| Athlète           | Compétition | Course 1      | Course 2      | Course 3      | Rang          | Course 1 | Course 2 | Course 3 | Rang     |
| ----------------- | ----------- | ------------- | ------------- | ------------- | ------------- | -------- | -------- | -------- | -------- |
| Tyler Edtmayer    | Hommes      | 76.49         | 78,20         | 2,43          | 17e           | Éliminé  | Éliminé  | Éliminé  | Éliminé  |
| Lilly Stoephasius | Femmes      | 71,79         | 40,76         | 74,40         | 14e           | Éliminée | Éliminée | Éliminée | Éliminée |

### Surf
| Athlète      | Compétition | 1er tour | 2e tour | 3e tour                | Quart de finale     | Demi-finale         | Finale              | Finale              |            |
| Athlète      | Compétition | Résultat | Rang    | Adversaire Résultat    | Adversaire Résultat | Adversaire Résultat | Adversaire Résultat | Adversaire Résultat | Classement |
| ------------ | ----------- | -------- | ------- | ---------------------- | ------------------- | ------------------- | ------------------- | ------------------- | ---------- |
| Tim Elter    | Hommes      | 4,00     | 3e M2   | O'Leary D 6,07 - 14,50 | Éliminé             | Éliminé             | Éliminé             | Éliminé             | 17e        |
| Camilla Kemp | Femmes      | 2,80     | 3e M2   | Baum D 4,94 - 10,50    | Éliminée            | Éliminée            | Éliminée            | Éliminée            | 17e        |

### Taekwondo
| Athlète       | Catégorie      | Éliminatoires       | Quart de finale     | Demi-finale         | Repêchage            | Finale / CB         | Rang |
| Athlète       | Catégorie      | Adversaire Résultat | Adversaire Résultat | Adversaire Résultat | Adversaire Résultat  | Adversaire Résultat | Rang |
| ------------- | -------------- | ------------------- | ------------------- | ------------------- | -------------------- | ------------------- | ---- |
| Lorena Brandl | Moins de 67 kg | Acosta V 2 - 0      | Laurin D 0 - 2      | Non disputé         | Abdusalomova V 2 - 0 | Lee D 1 - 2         | 5e   |

### Tennis
| Joueur (n° de tête de série) | Compétition | 32e de finale           | 16e de finale              | 8e de finale         | Quarts de finale      | Demi-finale         | Finale / MB         | Rang |
| Joueur (n° de tête de série) | Compétition | Adversaire Résultat     | Adversaire Résultat        | Adversaire Résultat  | Adversaire Résultat   | Adversaire Résultat | Adversaire Résultat | Rang |
| ---------------------------- | ----------- | ----------------------- | -------------------------- | -------------------- | --------------------- | ------------------- | ------------------- | ---- |
| Dominik Koepfer ()           | Hommes      | Raonic V 6-7, 7-6, 7-6  | Arnaldi V 3-6, 6-2, 6-1    | Djokovic D 5-7, 3-6  | Éliminé               | Éliminé             | Éliminé             | 9e   |
| Maximilian Marterer          | Hommes      | Lajović V 6-3, 6-7, 6-3 | Auger-Aliassime D 0-6, 1-6 | Éliminé              | Éliminé               | Éliminé             | Éliminé             | 17e  |
| Jan-Lennard Struff           | Hommes      | Cabral V 6-2, 6-2       | Moutet D W/O               | Éliminé              | Éliminé               | Éliminé             | Éliminé             | 17e  |
| Alexander Zverev             | Hommes      | Munar V 6-2, 6-2        | Macháč V 6-3, 7-5          | Popyrin V 7-5, 6-3   | Musetti D 5-7, 5-7    | Éliminé             | Éliminé             | 5e   |
| Angelique Kerber ()          | Femmes      | Osaka V 7-5, 6-3        | Cristian V 6-4, 3-6, 6-4   | Fernandez V 6-4, 6-3 | Zheng D 7-6, 4-6, 6-7 | Éliminée            | Éliminée            | 5e   |
| Tamara Korpatsch             | Femmes      | Wang D 2-6, 1-6         | Éliminée                   | Éliminée             | Éliminée              | Éliminée            | Éliminée            | 33e  |
| Tatjana Maria                | Femmes      | Carlé D 0-6, 0-6        | Éliminée                   | Éliminée             | Éliminée              | Éliminée            | Éliminée            | 33e  |
| Laura Siegemund              | Femmes      | Collins D 3-6, 0-2      | Éliminée                   | Éliminée             | Éliminée              | Éliminée            | Éliminée            | 33e  |

| Joueurs (n° de tête de série)         | Compétition | 16e de finale                   | 8e de finale                                     | Quarts de finale                   | Demi-finale          | Finale / MB          | Rang |
| Joueurs (n° de tête de série)         | Compétition | Adversaires Résultat            | Adversaires Résultat                             | Adversaires Résultat               | Adversaires Résultat | Adversaires Résultat | Rang |
| ------------------------------------- | ----------- | ------------------------------- | ------------------------------------------------ | ---------------------------------- | -------------------- | -------------------- | ---- |
| Kevin Krawietz Tim Pütz ()            | Hommes      | Medvedev / Safiullin V 6-4, 6-4 | Modèle:FRa-d Monfils / Roger-Vasselin V 6-3, 6-1 | Macháč / Pavlásek D 6-3, 1-6, 5-10 | Éliminés             | Éliminés             | 5e   |
| Jan-Lennard Struff Dominik Koepfer () | Hommes      | Mektić / Pavić V 6-3, 6-7, 10-5 | Borges / Cabral V 6-2, 6-2                       | Peers / Ebden D 6-7, 6-7           | Éliminés             | Éliminés             | 5e   |
| Laura Siegemund Angelique Kerber ()   | Femmes      | Boulter / Watson D 2-6, 3-6     | Éliminées                                        | Éliminées                          | Éliminées            | Éliminées            | 17e  |
| Tatjana Maria Tamara Korpatsch        | Femmes      | Carlé / Podoroska D 3-6, 0-6    | Éliminées                                        | Éliminées                          | Éliminées            | Éliminées            | 17e  |
| Alexander Zverev Laura Siegemund ()   | Mixte       | Siniaková / Macháč D 4-6, 5-7   | Éliminés                                         | Éliminés                           | Éliminés             | Éliminés             | 9e   |

### Tennis de table
| Athlète(s)                            | Compétition | 32e de finale          | 16e de finale          | 8e de finale           | Quart de finale        | Demi-finale            | Finale / MB            | Rang |
| Athlète(s)                            | Compétition | Adversaire(s) Résultat | Adversaire(s) Résultat | Adversaire(s) Résultat | Adversaire(s) Résultat | Adversaire(s) Résultat | Adversaire(s) Résultat | Rang |
| ------------------------------------- | ----------- | ---------------------- | ---------------------- | ---------------------- | ---------------------- | ---------------------- | ---------------------- | ---- |
| Dang Qiu                              | Simple      | Apolónia V 4 - 1       | Gerassimenko D 3 - 4   | Éliminé                | Éliminé                | Éliminé                | Éliminé                | 17e  |
| Dimitrij Ovtcharov                    | Simple      | Madrid V 4 - 0         | Ishiy V 4 - 1          | Lebrun D 3 - 4         | Éliminé                | Éliminé                | Éliminé                | 9e   |
| Dang Qiu Dimitrij Ovtcharov Timo Boll | Équipe      | Non disputé            | Non disputé            | Canada V 3 - 0         | Suède D 0 - 3          | Éliminés               | Éliminés               | 5e   |

| Athlète(s)                                 | Compétition | 32e de finale          | 16e de finale          | 8e de finale           | Quart de finale        | Demi-finale            | Finale / MB            | Rang |
| Athlète(s)                                 | Compétition | Adversaire(s) Résultat | Adversaire(s) Résultat | Adversaire(s) Résultat | Adversaire(s) Résultat | Adversaire(s) Résultat | Adversaire(s) Résultat | Rang |
| ------------------------------------------ | ----------- | ---------------------- | ---------------------- | ---------------------- | ---------------------- | ---------------------- | ---------------------- | ---- |
| Nina Mittelham                             | Simple      | Jee V 4 - 0            | Pyon D 3 - 4           | Éliminée               | Éliminée               | Éliminée               | Éliminée               | 17e  |
| Xiaona Shan                                | Simple      | Póta D 3 - 4           | Éliminée               | Éliminée               | Éliminée               | Éliminée               | Éliminée               | 33e  |
| Nina Mittelham Xiaona Shan Annett Kaufmann | Équipe      | Non disputé            | Non disputé            | États-Unis V 3 - 2     | Inde V 3 - 1           | Japon D 1 - 3          | Corée du Sud D 0 - 3   | 4e   |

| Athlètes                | 8e de finale           | Quart de finale        | Demi-finale            | Finale / MB            | Rang |
| Athlètes                | Adversaire(s) Résultat | Adversaire(s) Résultat | Adversaire(s) Résultat | Adversaire(s) Résultat | Rang |
| ----------------------- | ---------------------- | ---------------------- | ---------------------- | ---------------------- | ---- |
| Nina Mittelham Dang Qiu | Lim / Shin D 0 - 4     | Éliminés               | Éliminés               | Éliminés               | 9e   |

### Tir
| Athlète            | Compétition                  | Qualification | Qualification | Finale  | Finale  |
| Athlète            | Compétition                  | Points        | Rang          | Points  | Rang    |
| ------------------ | ---------------------------- | ------------- | ------------- | ------- | ------- |
| Christian Reitz    | Pistolet à 10 m air comprimé | 580-22x       | 3e            | 177,6   | 5e      |
| Robin Walter       | Pistolet à 10 m air comprimé | 577-17x       | 8e            | 158,4   | 6e      |
| Florian Peter      | Pistolet à 25 m tir rapide   | 585           | 6e            | 20      | 4e      |
| Christian Reitz    | Pistolet à 25 m tir rapide   | 577           | 23e           | Éliminé | Éliminé |
| Maximilian Ulbrich | Carabine à 10 m air comprimé | 628,9         | 14e           | Éliminé | Éliminé |
| Maximilian Ulbrich | Carabine à 50 m 3 positions  | 588-25x       | 17e           | Éliminé | Éliminé |
| Sven Korte         | Skeet                        | 122           | 8e            | Éliminé | Éliminé |

| Athlète              | Compétition                  | Qualification | Qualification | Finale   | Finale   |
| Athlète              | Compétition                  | Points        | Rang          | Points   | Rang     |
| -------------------- | ---------------------------- | ------------- | ------------- | -------- | -------- |
| Josefin Eder         | Pistolet à 10 m air comprimé | 567-11x       | 30e           | Éliminée | Éliminée |
| Doreen Vennekamp     | Pistolet à 10 m air comprimé | 572-12x       | 20e           | Éliminée | Éliminée |
| Josefin Eder         | Pistolet à 25 m              | 569           | 36e           | Éliminée | Éliminée |
| Doreen Vennekamp     | Pistolet à 25 m              | 583           | 13e           | Éliminée | Éliminée |
| Lisa Müller          | Carabine à 10 m air comprimé | 626,5         | 25e           | Éliminée | Éliminée |
| Anna Janßen          | Carabine à 10 m air comprimé | 627,5         | 19e           | Éliminée | Éliminée |
| Anna Janßen          | Carabine à 50 m 3 positions  | 587-27x       | 11e           | Éliminée | Éliminée |
| Jolyn Beer           | Carabine à 50 m 3 positions  | 587-29x       | 9e            | Éliminée | Éliminée |
| Kathrin Murche       | Fosse olympique              | 119           | 11e           | Éliminée | Éliminée |
| Nadine Messerschmidt | Skeet                        | 117           | 17e           | Éliminée | Éliminée |
| Nele Wißmer          | Skeet                        | 120           | 8e            | Éliminée | Éliminée |

| Athlètes                        | Compétition                  | Qualification | Qualification | Finale / MB            | Finale / MB |
| Athlètes                        | Compétition                  | Points        | Rang          | Adversaires Résultat   | Rang        |
| ------------------------------- | ---------------------------- | ------------- | ------------- | ---------------------- | ----------- |
| Maximilian Ulbrich Anna Janßen  | Carabine à 10 m air comprimé | 629,7         | 4e            | Le / Satpayev D 5 - 17 | 4e          |
| Sven Korte Nadine Messerschmidt | Skeet                        | 142           | 10e           | Non disputé            | Non disputé |

### Tir à l'arc
| Athlète          | Compétition | Tour préliminaire | Tour préliminaire | 32e de finale       | 16e de finale       | 8e de finale        | Quart de finale     | Demi-finale         | Finale / MB         | Rang |
| Athlète          | Compétition | Points            | Rang              | Adversaire Résultat | Adversaire Résultat | Adversaire Résultat | Adversaire Résultat | Adversaire Résultat | Adversaire Résultat | Rang |
| ---------------- | ----------- | ----------------- | ----------------- | ------------------- | ------------------- | ------------------- | ------------------- | ------------------- | ------------------- | ---- |
| Florian Unruh    | Hommes      | 681               | 3e                | Tolba V 6 - 0       | Nakanishi V 6 - 4   | Hall V 7 - 3        | Addis V 6 - 5       | Ellison D 3 - 7     | Lee D 0 - 6         | 4e   |
| Katharina Bauer  | Femmes      | 656               | 27e               | Gnoriega D 0 - 6    | Éliminée            | Éliminée            | Éliminée            | Éliminée            | Éliminée            | 33e  |
| Michelle Kroppen | Femmes      | 670               | 7e                | Cesarini V 7 - 3    | Ramazanova V 6 - 2  | Kumari D 4 - 6      | Éliminée            | Éliminée            | Éliminée            | 9e   |
| Charline Schwarz | Femmes      | 639               | 45e               | Vázquez V 6 - 4     | Jeon D 7 - 1        | Éliminée            | Éliminée            | Éliminée            | Éliminée            | 17e  |

| Athlètes                                          | Compétition | Tour préliminaire | Tour préliminaire | 8e de finale            | Quart de finale      | Demi-finale          | Finale / MB          | Rang                               |
| Athlètes                                          | Compétition | Points            | Rang              | Adversaires Résultat    | Adversaires Résultat | Adversaires Résultat | Adversaires Résultat | Rang                               |
| ------------------------------------------------- | ----------- | ----------------- | ----------------- | ----------------------- | -------------------- | -------------------- | -------------------- | ---------------------------------- |
| Katharina Bauer Michelle Kroppen Charline Schwarz | Femmes      | 1965              | 6e                | Grande-Bretagne V 6 - 0 | Mexique D 1 - 5      | Éliminées            | Éliminées            | 6e                                 |
| Florian Unruh Michelle Kroppen                    | Mixte       | 1351              | 2e                | Colombie V 5 - 4        | Mexique V 5 - 1      | États-Unis V 5 - 3   | Corée du Sud D 0 - 6 | Médaille d'argent, Jeux olympiques |

### Triathlon
| Athlète         | Compétition | Natation (1,5 km) | Transition 1 | Vélo (40 km) | Transition 2 | Course (10 km) | Temps total     | Rang |
| --------------- | ----------- | ----------------- | ------------ | ------------ | ------------ | -------------- | --------------- | ---- |
| Tim Hellwig     | Hommes      | 20 min 34 s       | 47 s         | 52 min 3 s   | 26 s         | 31 min 39 s    | 1 h 45 min 29 s | 18e  |
| Lasse Lührs     | Hommes      | 21 min 0 s        | 52 s         | 51 min 34 s  | 27 s         | 32 min 3 s     | 1 h 45 min 56 s | 21e  |
| Jonas Schomburg | Hommes      | 20 min 32 s       | 51 s         | 52 min 0 s   | 22 s         | 32 min 41 s    | 1 h 46 min 26 s | 24e  |
| Nina Eim        | Femmes      | 23 min 38 s       | 53 s         | 58 min 16 s  | 29 s         | 33 min 57 s    | 1 h 57 min 13 s | 12e  |
| Laura Lindemann | Femmes      | 22 min 48 s       | 53 s         | 59 min 7 s   | 31 s         | 33 min 42 s    | 1 h 57 min 1 s  | 8e   |
| Lisa Tertsch    | Femmes      | 22 min 45 s       | 50 s         | 59 min 12 s  | 29 s         | 33 min 47 s    | 1 h 57 min 3 s  | 9e   |

| Athlète         | Natation (300 m) | Transition 1 | Vélo (8 km) | Transition 2 | Course (2 km) | Temps (athlète) | Rang                           |
| --------------- | ---------------- | ------------ | ----------- | ------------ | ------------- | --------------- | ------------------------------ |
| Tim Hellwig     | 4 min 9 s        | 1 min 5 s    | 9 min 40 s  | 23 s         | 4 min 49 s    | 20 min 6 s      | -                              |
| Lisa Tertsch    | 4 min 58 s       | 1 min 6 s    | 10 min 47 s | 26 s         | 5 min 24 s    | 22 min 41 s     | -                              |
| Lasse Lührs     | 4 min 25 s       | 1 min 0 s    | 9 min 33 s  | 25 s         | 5 min 1 s     | 20 min 24 s     | -                              |
| Laura Lindemann | 4 min 55 s       | 1 min 10 s   | 10 min 20 s | 29 s         | 5 min 34 s    | 22 min 28 s     | -                              |
| Total           | -                | -            | -           | -            | -             | 1 h 25 min 39 s | Médaille d'or, Jeux olympiques |

### Voile
Nota : le résultat barré est le plus mauvais de l’athlète concerné. Il n’est pas pris en compte dans le total.
| Athlète(s)                          | Compétition  | Qualifications | Qualifications | Qualifications | Qualifications | Qualifications | Qualifications | Qualifications | Qualifications | Qualifications | Qualifications | Qualifications | Qualifications | Qualifications | Qualifications | Qualifications | Qualifications | Quart de finale | Demi-finale | Finale      | Rang        |
| Athlète(s)                          | Compétition  | 1              | 2              | 3              | 4              | 5              | 6              | 7              | 8              | 9              | 10             | 11             | 12             | 13             | CM             | Total net      | Rang           | Quart de finale | Demi-finale | Finale      | Rang        |
| ----------------------------------- | ------------ | -------------- | -------------- | -------------- | -------------- | -------------- | -------------- | -------------- | -------------- | -------------- | -------------- | -------------- | -------------- | -------------- | -------------- | -------------- | -------------- | --------------- | ----------- | ----------- | ----------- |
| Philipp Buhl                        | Laser        | 7              | 30             | 3              | 28             | 26             | 11             | 44             | 1              | Annulé         | Annulé         | -              | -              | -              | EL             | 106            | 13e            | Non disputé     | Non disputé | Non disputé | Non disputé |
| Jakob Meggendorfer Andreas Spranger | 49er         | 6              | 21             | 3              | 12             | 8              | 3              | 16             | 12             | 11             | 7              | 17             | 14             | -              | EL             | 109            | 11e            | Non disputé     | Non disputé | Non disputé | Non disputé |
| Sebastian Kördel                    | IQFoil       | 10             | 15             | 21             | 11             | 20             | 16             | 25             | 2              | 1              | 1              | 11             | 8              | 9              | -              | 104            | 12e            | Éliminé         | Éliminé     | Éliminé     | Éliminé     |
| Jannis Maus                         | Formula Kite | 8              | 9              | 11             | 2              | 2              | 8              | 2              | Annulé         | Annulé         | Annulé         | Annulé         | Annulé         | Annulé         | -              | 21             | 5e             | Non disputé     | 2e          | Éliminé     | 5e          |

| Athlète(s)                 | Compétition  | Qualifications | Qualifications | Qualifications | Qualifications | Qualifications | Qualifications | Qualifications | Qualifications | Qualifications | Qualifications | Qualifications | Qualifications | Qualifications | Qualifications | Qualifications | Qualifications | Qualifications | Quart de finale | Demi-finale | Finale      | Rang        |
| Athlète(s)                 | Compétition  | 1              | 2              | 3              | 4              | 5              | 6              | 7              | 8              | 9              | 10             | 11             | 12             | 13             | 14             | CM             | Total net      | Rang           | Quart de finale | Demi-finale | Finale      | Rang        |
| -------------------------- | ------------ | -------------- | -------------- | -------------- | -------------- | -------------- | -------------- | -------------- | -------------- | -------------- | -------------- | -------------- | -------------- | -------------- | -------------- | -------------- | -------------- | -------------- | --------------- | ----------- | ----------- | ----------- |
| Julia Büsselberg           | Laser Radial | 10             | 14             | 10             | 27             | 24             | 27             | 23             | 33             | 27             | Annulé         | -              | -              | -              | -              | EL             | 162            | 25e            | Non disputé     | Non disputé | Non disputé | Non disputé |
| Marla Bergmann Hanna Wille | 49er FX      | 3              | 4              | 5              | 21             | 16             | 7              | 11             | 8              | 8              | 3              | 14             | 5              | 14             | -              | 14             | 98             | 6e             | Non disputé     | Non disputé | Non disputé | Non disputé |
| Theresa Steinlein          | IQFoil       | 3              | 11             | 12             | 16             | 16             | 13             | 2              | 5              | 5              | 13             | 12             | 25             | 9              | 7              | -              | 108            | 8e             | 3e              | Éliminée    | Éliminée    | Éliminée    |
| Leonie Meyer               | Formula Kite | 4              | 7              | 8              | 4              | 3              | 6              | Annulé         | Annulé         | Annulé         | Annulé         | Annulé         | Annulé         | Annulé         | Annulé         | -              | 24             | 5e             | Non disputé     | 2e          | Éliminée    | 5e          |

| Athlètes                       | Compétition | Qualifications | Qualifications | Qualifications | Qualifications | Qualifications | Qualifications | Qualifications | Qualifications | Qualifications | Qualifications | Qualifications | Qualifications | Qualifications | Total net | Rang |
| Athlètes                       | Compétition | 1              | 2              | 3              | 4              | 5              | 6              | 7              | 8              | 9              | 10             | 11             | 12             | CM             | Total net | Rang |
| ------------------------------ | ----------- | -------------- | -------------- | -------------- | -------------- | -------------- | -------------- | -------------- | -------------- | -------------- | -------------- | -------------- | -------------- | -------------- | --------- | ---- |
| Paul Kohlhoff Alica Stuhlemmer | Nacra 17    | 18             | 9              | 3              | 6              | 3              | 2              | 13             | 8              | 5              | 14             | 17             | 10             | 5              | 100       | 8e   |
| Anna Markfort Simon Diesch     | 470         | 8              | 4              | 9              | 10             | 16             | 9              | 19             | 20             | Annulé         | Annulé         | -              | -              | EL             | 75        | 14e  |

### Volley-ball

#### Volleyball de plage
| Athlètes                     | Compétition      | Tour préliminaire          | Tour préliminaire              | Tour préliminaire                | Tour préliminaire | 8e de finale                 | Quart de finale             | Demi-finale          | Finale / MB             | Rang                               |
| Athlètes                     | Compétition      | Adversaires Résultat       | Adversaires Résultat           | Adversaires Résultat             | Rang              | Adversaires Résultat         | Adversaires Résultat        | Adversaires Résultat | Adversaires Résultat    | Rang                               |
| ---------------------------- | ---------------- | -------------------------- | ------------------------------ | -------------------------------- | ----------------- | ---------------------------- | --------------------------- | -------------------- | ----------------------- | ---------------------------------- |
| Nils Ehlers Clemens Wickler  | Tournoi masculin | Bassereau / Lyneel V 2 - 0 | Hodges / Schubert V 2 - 1      | Bryl / Łosiak V 2 - 0            | 1er du gr. C      | Wanderley / Stein V 2 - 0    | Boermans / de Groot V 2 - 0 | Mol / Sørum V 2 - 1  | Åhman / Hellvig D 0 - 2 | Médaille d'argent, Jeux olympiques |
| Svenja Müller Cinja Tillmann | Tournoi féminin  | Vieira / Chamereau V 2 - 0 | Hermannová / Štochlová V 2 - 0 | Hughes / Cheng D 0 - 2           | 2e du gr. C       | Graudiņa / Samoilova D 1 - 2 | Éliminées                   | Éliminées            | Éliminées               | 9e                                 |
| Laura Ludwig Louisa Lippmann | Tournoi féminin  | Placette / Richard D 0 - 2 | Hüberli / Brunner D 0 - 2      | Álvarez Mendoza / Moreno D 0 - 2 | 4e du gr. F       | Éliminées                    | Éliminées                   | Éliminées            | Éliminées               | 19e                                |

#### En salle
| Épreuve          | Phase de poules     | Phase de poules     | Phase de poules     | Phase de poules | Quart de finale     | Demi-finale         | Finale / MB         | Rang |
| Épreuve          | Adversaire Résultat | Adversaire Résultat | Adversaire Résultat | Rang            | Adversaire Résultat | Adversaire Résultat | Adversaire Résultat | Rang |
| ---------------- | ------------------- | ------------------- | ------------------- | --------------- | ------------------- | ------------------- | ------------------- | ---- |
| Tournoi masculin | Japon V 3 - 2       | États-Unis D 2 - 3  | Argentine V 3 - 0   | 2e              | France D 2 - 3      | Éliminés            | Éliminés            | 6e   |

Équipe masculine de volley-ball :
- 1 - Christian Fromm : OH
- 5 - Moritz Reichert OH
- 6 - Johannes Tille : S
- 9 - György Grozer : OP
- 10 - Julian Zenger : L
- 11 - Lukas Kampa  : S
- 12 - Anton Brehme : MB
- 13 - Ruben Schott : OH
- 14 - Moritz Karlitzek : OH
- 21 - Tobias Krick : MB
- 22 - Tobias Brand : OH
- 25 - Lukas Maase : MB